# 商朝
商朝（前17世紀-前11世紀），又称大邑商、殷，是由商人建立的國家，是中国歷史上有当时文字记载遗留至今的最早朝代，標誌着中國歷史自商朝进入信史時期。商代出现的甲骨文和金文（因多刻于青铜器上，亦称“铭文”）是已經發現的中國最早的文字。关于商朝的传世文献主要包括成作年代有争议的《诗经·商颂》和《尚书·商书》，以及战国时期魏国的《竹书纪年》和西汉司马迁的《史记》。商朝前期几经迁都，盘庚迁都于殷（今河南安阳）。商朝的末代君主帝辛于牧野之战被周武王击败后自焚而亡。
商王是商朝的最高统治者。商王之下是最高辅政官员，最初只有辅相一人，武丁时期增加为三人，称三公。三公统领着一个决策集团，为商王提供咨询，同时负责处理一些具体政务。商王朝还存在着贞人集团，负责为商王提供宗教方面的决策参考。商王朝建成了较完备的法律，形成了庞大的官僚统治机构和常备军队。商朝建立了内外服制度，内服即王畿，设官分职。外服则一方面建立军事据点，设立众多的侯、甸、男、卫等外服职官，一方面对外围的异族方国进行联合。诸侯对商王朝要尽一定的义务，主要为王朝服役、向王朝进贡、为王朝戍边、随商王征伐等。商王朝出现了负责某一区域诸侯的专门使者，甲骨文中有“东史”、“西史”、“北御史”，带有视察、监督、协助地方事务等多重职能，平时可驻于诸侯之地，可以参与当地的决策，具有代表中央王朝的政务和军事职官的性质。商王拥有对名义上的全国土地占有权，商王以册封的形式，将土地授予各级贵族和方国。同时，商王有权支配贵族、诸侯和臣服方国所占有的土地和人口，可以对诸侯首领贵族晋爵、施罚。商王朝对外服方国和边远地区有一定的控制能力。商朝并不仅仅是简单意义上的方国联盟政体，而是一个混杂着氏族民主制的广域王权国家，社会形态是氏族封建制的。
商王朝在当时的世界上无论是经济、文化、天文学、科技还是军事上的成就都达到很高的水准。天文学家巫咸與兒子巫賢復興商朝。其子巫賢后来繼續任職於祖乙王庭。商代甲骨文“已形成完整的十进制系统”。商代经济是中国进入文明社会以后的第一个经济发展高峰时期。手工业的门类齐全，技术含量高，最具代表的行业是青铜冶铸，重达 875 公斤的“后母戊鼎”在中国甚至世界古代也堪称绝作，它体现了这个时代的综合技术水平。中国后来长期受到世界各国欢迎的瓷器和丝绸，特别是丝绸，在商代就已经能生产出品質相当好的产品。商品生产已经出现，如在製造陶器的行业中，大的烧製陶器的作坊和烧製单一产品的窑坊的出现，都是为大量出售而进行的生产。商品交换也已发展起来，贝是用作流通的货币。贝的材质主要是天然的海贝，在商代晚期还出现了铜贝，开金属铸币之先河。商王朝幅員辽阔，而且国祚长久，使以甲骨文和金文为代表的汉字、文化、宗教、数学、天文历法、法律及政府模式对后世的影响相当深远。
商朝具有豐富的考古学發現，主要遗址有位于今日河南省偃师市的二里头遗址（二里头遗址有四期，年代为公元前1750年至1520年，绝大多数学者都认为二里头遗址是夏朝晚期的都城，并非商朝遗址）和偃师商城遗址，郑州市的二里岗遗址，安阳市的殷墟遗址等。在河北省邢台市、邯郸市、河南信陽市、辉县市、新鄭市等許多地方還發現大量商朝文物。近代，在上古被普遍看作蛮荒之地的非中原地区，如成都、广汉为中心的三星堆文化，武汉的盘龙城遗址，江西的吴城文化和新干大墓，湖南宁乡的炭河里遗址等出土的文物也证明，在商时期的长江流域也平行存在发达的文明，商朝时的方国或已延伸至湖南江西皖南一带。

## 历史

商字演化：左上:甲骨文，右上:金文，左下:篆書，右下:现代汉字

商朝可以分为先商、早商、晚商三个阶段。成汤之前为先商，迁殷之间为早商，迁殷之后为晚商。晚商时期又称“大邑商”。成汤之前的商王称作“先公”，之后的商王称作“先王”，先公先王问题是历史学的未解决的大问题，具体参见中华民国中央研究院蔡哲茂的研究。

### 先商

#### 渊源
学术界针对商的興起之地提出东方、西方、北方三种假说:60。《礼记·缁衣》引《尚书·商书·尹诰》曰“惟尹躬天，见于西邑夏”，说明商在夏之东。卜辞中的“夒”可能指喾。嚳在甲骨文上稱呼為“學戊”或者“嚳”“成”。
考古发掘发现，以邯郸为中心、北至邢台，南至安阳的地域，有大量的商人的原始文化遗存，考古学上称为下七垣文化。
下七垣文化有十分丰富的遗存，其分布主要集中在西半部的武安、涉县、磁县、峰峰矿区、永年及邯郸境内。在漳河、滏阳河及洺河的中上游地区，有先商遗址近百处。其中，下七垣遗址共分四层，叠压关系清楚，遗物特征明显，为冀南地区商文化的分期提供可靠的地层依据，故以其命名商國未灭夏前的原始文化。
盘庚迁殷，建立殷朝。商乃辛丙（即高辛）所建。乙庚连读为殷音。己甲连读为夏音（甲为农神，称夏后）。成汤革命后，封夏人于杞。 
1970年，西方的著述《全球通史》则认为商部落原是来自西北蒙古草原处于青铜时代的游牧部落，入侵并征服北部中国尚处于新石器时代的居民后建立商朝统治，同时未提及夏朝的存在。但此說有明顯常識性與實證上的錯誤，关于商人的起源地尚有争议，主要有山西说与河北说，但是可以肯定河北的下七垣文化为先商文化遗存，并有学者認爲红山文化是商朝最初的起源脈絡之一。

#### 十四世而兴
《史记·殷本纪》记载商的始祖契生活于尧舜禹时代，曾在舜帝下任职司徒。他因辅佐大禹治水立下功绩，被“封于商，赐姓子氏”。《世本》又载“契居蕃”，王国维根据《汉书·地理志》认为，此二地分别在今河南商丘和山东枣庄滕州。卜辞所见“宗”[合集 30298]可能指契，说明商人为他立有宗庙。战国时期的文献记载契逝后，其子昭明继位，“居砥石”。“昭明卒，子相土立”。相土是继契后较为著名的商族首领，《世本·作篇》记载他训练马匹，使用马驾车充当运输工具。《诗经·長發》记载相土的活动区域相当广泛，声誉传播海外，说明这时期商部落的航海技术已经可以通往近岸的海岛。此时商部落活动于冀中豫北的古黄河流域，在东方海滨也有相当的势力，《左传》载相土有“东都”。相土逝，子昌若立。昌若逝，子曹圉立。曹圉逝，子冥立。文献记载冥任夏后氏的水官，夏后杼在位时冥因治水之事而殉职。《礼记》记载殷人将冥与喾、契、汤四位先祖先公齐列祀典。卜辞多见殷人为“季”举行侑祭，王国维结合《天问》“该秉季德”、“恒秉季德”的记载，认为“该”、“恒”是王亥和王恒，“季”为其父与卜辞记载相符，当是史书记载的冥:410。
王亥、王恆为冥的二子，冥卒后相继为王。殷人对王亥格外尊敬，他是首位被称作“王”的君主:73。卜辞中总以“王亥[粹 75]”、“高祖亥[屯南 2105]”、“高祖王亥[合集 32916]”尊称他，从不单称其为“亥”，一些卜辞还在其名号的上角刻画代表早期商部族的玄鸟图腾:33。王亥在殷人的心目中似乎拥有很大的神威，殷人时常向他祈年祈雨:25—26。关于王亥的卜辞有一百三十余条，数量之多居诸先公之首:72。王亥在位时，商族经济达到新的高峰，卜辞记载王亥一次祭祀可用牲多达五十头牛。为解决牲口过剩、不易畜养的问题，王亥将部分牛羊托寄于邻近的河伯氏和有易氏。之后王亥与有易氏首领绵臣发生争执:30，绵臣强迫王亥交出所有牲口，王亥拒绝，绵臣便将其杀害，夺走牛羊。后来王亥之弟王恆继位，从绵臣手中夺回牛羊。关于王恒的卜文有十余条，与王亥同样尊称为“王”，但王恒却不见于传世文献的商王世系中，其原因不明:73。王恒死后，其子上甲微又联合河伯氏讨伐有易氏，杀死绵臣。商部落在有易氏没落的同时强盛起来:73。战胜有易后，上甲的诸弟各怀私心，纷争起事，蓄意谋害上甲，上甲随机应变，平息叛乱，保证商族后嗣的延续:162。上甲在殷人的週祭顺序中排列首位，祈雨卜文均以“自上甲……”开始，卜辞对上甲以降的商王有了明确的世系排列，可能是因为商部落在上甲时期才开始有文字记载，而之前的世系源于传说:73。今所见关于上甲的卜辞多达一千一百余条，位居诸商王之首，可见殷人对上甲之崇敬:74。
上甲之后報乙、報丙、報丁、主壬、主癸五公先后即位，在卜辞中，“报”写作“匚”，“主”写作“示”，五位先公合称“三匚二示[屯南 2265][合集 27083]”。上甲后的三匚全以天干“乙丙丁”相次，二示时则应续以“戊己庚辛”排列，却跳至“壬癸”。同时，二示的配偶妣庚和妣甲的天干亦不相次。说明三匚的庙号可能是殷人后来追拟的，而二示的庙号则有典册记载。“惟殷先人有册有典”记载到的祭祀典册，可能始于二示时期:74:191─193。二示时期，商國的势力不断扩大，他们拉拢黄河下游各氏族部落，一步步逼近夏后氏腹地伊洛地区。

### 早商

#### 成汤的传说

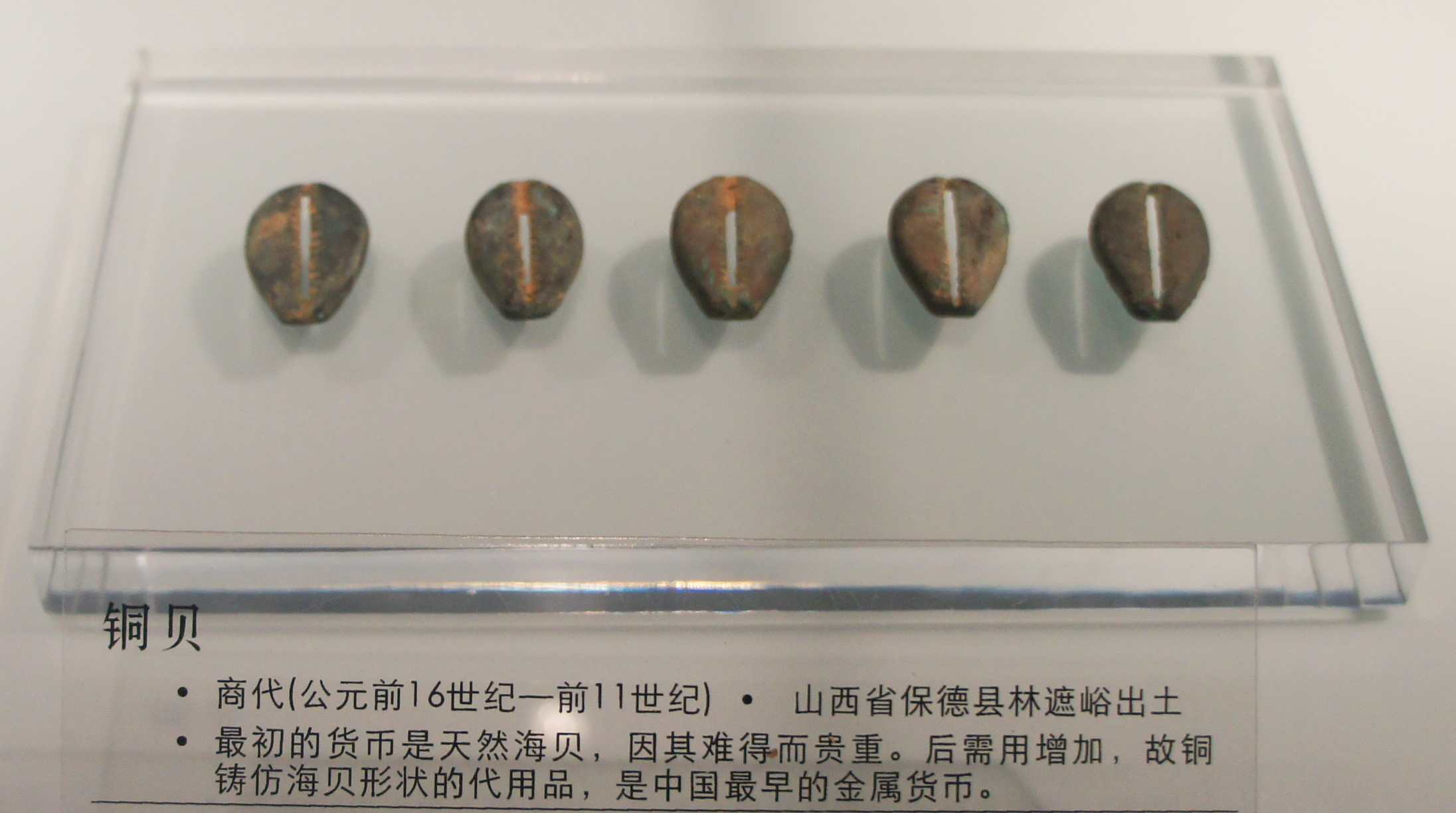
山西出土的商朝貝形古錢

大乙汤乃示癸之子，关于汤的名字记载较为复杂，《古本竹书纪年》云“汤有七名”。殷墟卜辞中多称其为合字“大乙[后 上1.11]”、又称单字“唐[佚 873]”或“成[乙 5303]”。周原卜辞以及齐国彝铭称其为“成唐”。《尚书》、《楚辞·天问》称其为“汤”。《诗经》、《国语》等称其为“汤”、“武汤”或“武王”。《史记》、《荀子》等称其为“天乙”。《论语》、《墨子》、《竹书纪年》等称其为“履”:163。
夏朝的末代君主履癸又名桀，史书记载他是位昏庸好色的君王，他暴虐民众，大兴土木修建倾宫、瑶台，使得诸侯叛离。桀便派军四处讨伐不服的属国。此时的商汤是专为夏王室征伐的夏方伯，史书中称赞他修德爱民、宽厚仁慈，与夏桀形成鲜明的对比。《吕氏春秋·异用》、《史记·殷本纪》、《帝王世纪》等形容夏桀“网张四面”如此鸟禽全入网中，一个也不落，而商汤“網開三面”仅留一面捕禽，其余三面放之，表示商汤的仁慈大度。诸侯见势便纷纷弃桀归汤，汤籍此机会网罗人才、拉拢诸侯。有莘氏居于夏后腹地伊洛平原，不满桀的统治，决定与商汤联姻结盟。伊尹随有莘氏女进入商汤王室，始任庖正，而后得到汤的重视，被授予“天下之政”，立为小臣。汤以伊尹为士朝贡夏廷，潜入观察夏地的动静。除伊尹外，仲虺、咎单、女鸠、女房、义伯、仲伯等官贤也先后归汤:101。
汤将都邑迁回先王之地——亳。亳与葛国为邻，葛是灭夏的必经之地。汤闻葛伯不祭祀神祖，便遣人前去查问究竟，葛伯答复没有可供牺牲的牛羊，汤遂送去牛羊，葛伯却宰了牛羊供自己食用，回复说葛国缺粮，汤再遣去亳邑民众协助耕种，并派童子到田间送饭，葛伯却夺其饭杀其人。于是汤自亳邑出发征伐葛伯。汤战胜葛后见夏桀并未谴责，于是又相继征伐洛、荆、苏、董、温等国。自称征伐是吊民伐罪，为民除祸，故而汤东征西怨、南征北怨，得到民众的支持。灭温后战争发生转折，商亳遭到温的同姓邻国昆吾的反击，此后商汤转而讨伐亲夏的属国。此时商汤感觉羽翼丰满，在景亳汇集诸侯盟国，宣告与夏作战，是为“景亳之命”。先后消灭韦、顾、昆吾等亲夏政权，翦除夏后属国，削弱夏后势力，经过“十一征而无敌于天下。”汤趁夏地发生旱灾，自陑起兵西进，桀抵挡不过，且戰且逃，戰败於有娀氏旧址，逃至鸣条。汤与夏桀在此展开鸣条之战。
战前，汤作《汤誓》，举说桀的罪状是“率遏众力，率割夏邑”。桀战败，经歷山逃至南巢，夏朝覆灭。汤迁徙夏族遗民于杞，汤欲迁夏社，伊尹认为会引起夏民的愤恨，作《夏社》反对。汤经泰卷返回亳，仲虺作《仲虺之诰》向夏诸侯阐明伐桀的正义性:109—111。《逸周书》称“三千诸侯大会”于亳，汤三让天子位于天下有道者后即位。遂迁九鼎于亳都，商朝建立。这是中国传统历史的首次王朝交替，《周易》赞称商汤受天命而灭桀，是“顺乎天而应乎人”的一次革命。灭夏后，汤扩建亳都，并在夏之旧都斟鄩附近营建西亳用以监视夏王朝的残余势力。汤命臣咎单作《明居》以法治民，制作礼乐。为了巩固统治，又改正朔，易服色，以白色为上等服饰颜色，作五祀八政。

#### 伊尹放太甲
根据文献记载，汤有三子，太丁、外丙、仲壬。太丁乃汤之嫡长子，被立为太子，但太丁未即位便先汤而死。汤二十九年，汤王过世。其后，文献记载出现分歧：《尚书序》、《三统历》、《汉书·律历志》、《伪古文尚书》等载汤崩，太丁之子、汤之嫡长孙太甲即位；而《史记·殷本纪》、古今本《竹书纪年》、《孟子》等记载汤崩后，汤的次子外丙、三子仲壬先后即位六年，再由嫡长孙太甲即位为王。殷墟卜辞中，太丁刻作“大丁”，外丙作“卜丙”，太甲作“大甲”，但尚未发现仲壬（中壬）的痕迹。根据卜辞的週祭顺序，“大乙—大丁—大甲—卜丙—大庚”为次，即嫡长孙太甲即位于其叔父外丙之前。太丁生前被立为太子，虽未即位但因其子太甲称王所以被纳入週祭直系，而外丙无子称王所以属于週祭旁系。文献记载汤在位时间较长，长子太丁早逝，次子外丙、三子仲壬先后即位，但总共在位时间仅短短六年。同时文献记载伊尹辅佐太甲摄政，太甲即位之初，“暴虐，不遵汤法，乱德”，于是伊尹放太甲出亳都并置其于汤所葬之地——桐宫。古今本《竹书纪年》等文献甚至称伊尹篡位称王。一种解释认为长子太丁逝时，汤尚健在，立次子外丙为太子，而汤逝后，太甲夺权，在其叔父外丙（以及仲壬）之前即位，破坏了嫡长子继承制度。这可能是文献记载中多称太甲起初不贤的缘故，所以伊尹放太甲于桐，并作《伊训》、《肆命》、《徂后》使其反省悔过。期间伊尹复立汤次子外丙、三子仲壬相继为王，但二人年迈，总共在位六年便过世。太甲在桐宫修德，认识到自己的过错，伊尹见此便迎接太甲回都，还政于太甲。
还政后，伊尹又作《太甲》三篇教育太甲。“太甲修政，殷道中兴”，“诸侯咸归…百姓以宁”，创造商朝的第一次中兴。太甲归亳后十二年陟，逝后上庙号“太宗”，又称“明王”。文献记载太甲有沃丁、太庚二子，先后即位为王。週祭中未见沃丁之名，但有“羌丁”（羊丁），因为是单版祭祀，尚不明确其与前后帝王的关系。文献记载沃丁八年，伊尹过世，“沃丁葬以天子礼”，服丧三年。咎单接管政事，作《沃丁》训王。十九年，沃丁陟，太庚立。週祭中太庚作“大庚”。太庚有子即位为王，所以属于直系先王。太庚在位五年陟，此后小甲、太戊、雍己三子相继为王，在王位继承制度上出现兄终弟及的乱象。

#### 比九世乱
小甲乃太庚之子，旁系先王。小甲时期，开始商王朝的第一次衰败。小甲在位十七年崩。根据传世文献记载，雍己继位为王，而常玉芝等现代学者利用残辞互补法，对卜文中残缺的週祭顺序作整理，认为太戊在雍己之前继位为王:58。太戊在卜辞中作“大戊”，是位直系先王。即位之初，册命伊陟、臣扈、巫咸等辅佐商王管理朝政。太戊继其兄小甲之位为王，有违嫡长子的王位传承制度。传说太戊时，发生了“祥桑谷共生于朝”的灾异现象，太戊恐惧中求问伊陟此事，伊陟说是殷道德衰的恶兆，太戊听从后，修行修德，使得祥桑枯死。太戊对山川鬼神格外恭敬，命巫咸加倍祭祀活动，巫咸作《咸艾》、《太戊》称赞太戊。太戊改革军队，命车正中衍作寅车。太戊在贤臣的辅佐下，扭转小甲时期的衰败。五谷丰盛，诸侯归附，商王朝进入第二次中兴时期。根据文献记载，太戊在位七十五年陟，庙号“中宗”又作“太宗”，而卜辞中没有太戊庙号的记载。雍己或继其兄太戊为王，或继其兄小甲为王，其在位期间，殷道复衰，诸侯叛离，商王朝二次衰败。雍己为旁系先王，在位仅十二年，事迹远不如太戊。而太戊时期的兴盛则为其子争夺王位创造条件。雍己之后，太戊有中丁、外壬、河亶甲三子相继为王。
中丁乃太戊长子，在週祭顺序中是太戊之后的直系先王，其王位很可能是从叔父雍己那里争来的。中丁夺位遭到王朝内部其他统治势力的反对。元年，诸侯侵犯京畿，中丁被迫放弃经营一百多年的都城——亳，东迁于嚣，由此保住王位。东土边境的蓝夷部落趁机作乱，中丁伐之。中丁在位九年或十一年崩，其弟外壬继位，都于嚣。其王位是平稳传承还是争夺而来的，由于记载的缺乏，无法明了，但外壬即位元年，邳人、侁人叛乱，这可能说明其王位是争夺而来的。外壬在位五年或十年崩，其弟河亶甲夺位称王，迁都于相。夺权徙都导致商王朝政权内部分裂，国力剧减，诸侯侵犯，商王朝第三次衰落。河亶甲连年用兵讨伐叛离诸侯。征蓝夷，又征班方，侁人联盟班方，河亶甲联合彭伯、韦伯克邳、降班方，侁人臣服。河亶甲为旁系先王，在位九年崩。中丁之子，祖乙即位。即位之初迁都于邢，其王位可能是争夺而来的。祖乙作为太戊的嫡长孙，可能得到了王朝内部旧贵族势力的支持，立旧臣巫咸之子巫賢为相，管理政事。如此政权逐渐稳定，修筑新都。命高圉为邠侯，巩固对西土边疆的统治。商王朝二次复兴。祖乙受殷人的尊崇程度与汤不相上下:92。祖乙在位十九年崩，庙号“中宗”。祖乙之子祖辛即位，政权平稳过渡。祖辛在位十四年或十六年崩，其弟沃甲继位。沃甲在卜辞中作“羌甲”，因为其子南庚继位为王，所以初属直系先王，但因南庚未有子成王，所以在后期的黄祖卜辞中以旁系先王祭祀。沃甲在位五年崩，其侄祖丁继位。祖丁是祖辛之子，有阳甲、盘庚、小辛、小乙四子先后成王。四子同父异母，使得祖丁的四位配偶全部纳入週祭祀谱，在先王行列中独占鳌头。在位九年而陟，堂弟南庚继位。南庚是沃甲之子，即位三年后迁都于奄，因奄地偏南，所以此王得名“南庚”。南庚在位仅六年，祖丁之子阳甲即位。自此“祖辛—祖丁—阳甲”一系代替“沃甲—南庚”一系为直系，南庚在位时间较短，可能是逊位于阳甲:92，或是阳甲夺位:146。王位传承的纷争，削弱了政治统治的势力，国力锐减，边境诸侯内侵。带来了商王朝的第四次大衰落。阳甲三年，西征丹山戎，得丹山。阳甲在位四年崩，其弟盘庚即位。
太庚三子小甲、太戊、雍己相继为王，破坏了嫡长子传承制度，此后弟子相互代立，争夺王位，屡迁都邑，使得国力衰亡，诸侯莫朝，边境遭侵。是为商代中期的“比九世乱”。

### 晚商

#### 盘庚迁殷
盤庚在卜辞中作“般庚”，祖丁次子、阳甲之弟，即位于奄。盘庚在位期间，发生了著名的迁都事件:87。关于盘庚迁殷的原由，历来有多种说法，其中“政治斗争说”较优:600。九世之乱期间，因为王室的争夺，商王屡徙都邑，迁后必然需要得到一批贵族的支持，如此导致贵族的势力膨胀，而王权却久久未能得到巩固。为了维护王位，夺位者常常要与贵族旧臣共享政权。盘庚年幼即位，许多贵族旧臣有了傲上的情绪，无视盘庚。盘庚为了巩固王权，削弱贵族势力，决心迁都。当时族内的一部分人不愿迁都，盘庚便作《盘庚》三篇，劝说大众，呼吁民众到新都去生活。盘庚十四年，终得迁都，自奄迁于北蒙，更名为“殷”。翌年，开始营建殷邑。盘庚兑现承诺，首先建设民居，安顿下移民，再顾及宫殿庙宇的建设。迁都后，一部分民众又怨言盘庚如此兴师动众有损民利，盘庚回复说，迁都之为是上帝要求我为了恢复先王成汤的事业而作的，并说迁都是为了重视人民，不让民众受害而为。盘庚在殷邑实行新政，但限制和约束贵族的势力。他要求贵族遵守先王法度，排除内心傲慢的态度听从商王的命令，道德上要施德于民，不可怠慢老弱孤幼，经济上不可无止境地聚敛贝玉财富:602。盘庚对贵族和民众的态度是截然相反的，新政使得民众受益，同时让商王摆脱了贵族势力的束缚。直到殷商灭亡，民众还思念着盘庚，要求“复盘庚之政”。十九年，册命周人首领亚圉为邠侯，加强对西部边疆的统治:152。盘庚迁殷，“殷道复兴，诸侯来朝”，扭转了九世之乱以来的衰落。盘庚在位二十八年崩，弟小辛立，盘庚未有子继位，故为旁系先王。盘庚迁殷后，商王朝二百五十多年更不徒都:604，改变了“居无常处”的动态:28，王朝进入了相对稳定的新发展阶段，史学家称这个阶段为“晚商时期”。

#### 武丁中兴
小辛乃祖丁之子、盘庚之弟，即位于殷。小辛政绩不佳，带来了商王朝的第五次衰败。关于他的卜辞仅有八十余条:81，在位三年而崩
，弟小乙即位于殷。小乙为祖丁之子，小辛之弟。小乙在位时便立武丁为继承人。小乙让武丁插入到民间中劳动，又将他送到贤臣甘盘那里去学习，小乙如此注重对武丁的教育，为日后武丁复兴殷业奠定了基础。小乙在位十年而陟，其子武丁继位。因是武丁之父，为直系先王，所以在武丁时期的卜辞中备受尊崇，数量多达五百余条:82。
武丁即位于殷。年轻时出入民间，深知民众的疾苦。武丁在傅说的辅佐下，使商达到了新的高度。
目前发现的甲骨文卜辞，是从武丁时期开始大量出现的（二里岗文化时期到武丁之前的甲骨文和金文比较稀少），自此中国的历史学迈入了信史时代。武丁可以被历史学确信为中国历史上第一个强力君主，具有统一黄河流域的特征。

#### 祖甲改制
祖甲在位三十三年，祖甲建立了完备的周祭制度，以翌、祭、洅、协、肜五种祭祀方式系统性地祭祀全体祖先。部分学者认为祖甲可能还开创了王位嫡子继承制（有嫡子继承制无长子继承制），有可能是西周的嫡长子继承制的前身，这种改革为商末王子间的争斗埋下了隐患，但也有观点认为，嫡子继承制要到康丁才开创并认为一直到商朝末年和宋国也未必严格执行嫡子继承制；《吕氏春秋·当务》所记载的宋微子启与帝辛的“嫡长子之争”，更被认为是只不过是战国末年的寓言故事托古而不符合事实，因为宋微子启与微仲衍的母亲均来自“微族”甚至可能是《尚书·牧誓》的八国之一，而与帝辛并非同一母所生。

#### 武乙射天
据《史记》记载，武乙是一个自以为是的君王，他命工匠雕了一个木偶，状貌威严，冠服齐整，称作天神。随后他约“天神”与自己进行下棋，又命令一个臣子代替木偶下棋，臣子怕武乙，步步退让，以大输而告终。武乙便痛打木偶。武乙还制作一只皮袋，盛满兽血，挂在树枝上，亲自挽弓仰射，射破皮袋，兽血喷出，称为“射天”。学者认为这个故事可能反应了神权阶层的衰落，事实上殷墟后期人祭和人殉现象确实大大减少，而从甲骨文卜辞来看，武乙时期只有一位贞人。同样据《史记》记载，武乙到渭河与洛河之间狩猎，被暴雷劈死。

#### 武王伐纣
商王文丁杀死周国君主季历，激化商周之间的矛盾。而据《古本竹书纪年》，“帝乙处殷。二年，周人伐商。”，这次周人的军事行动失败，此后可能由于帝乙的宽容而使得商周关系暂时缓和，而《周易》中的“帝乙归妹”卦被顾颉刚认为是帝乙将妹妹嫁给周文王，一时传为美谈，商周重归于好。
商朝的最后一位君主帝辛（商纣王），在传世文献中被认为是典型的暴君，但帝辛的具体罪状大多都是到了战国秦汉时期的寓言故事中才被逐渐详细化，东汉的王充在《论衡》中就认为“酒池肉林”之说并不可信，南宋的罗泌在《路史》中也认为桀纣的罪状大多相似，而梳理各类文献后认为存在增衍、夸大的情况。 顾颉刚《纣恶七十事的发生次第》则通过详细考证论证了帝辛的罪状本身是千年积毁的结果，而仅从《尚书》、《逸周书》、西周金文中并不能得出现代人眼中的暴君形象。帝辛的真实历史形象目前还难以还原，但从黄组卜辞和殷末金文来看属于有较多作为同时也带有刚愎自用性格的君主。现代学者多认为商朝灭亡的主要原因在于王权和族权的激烈争斗，贵族为了反对帝辛改革，从而联合西面的周人里应外合直接打入殷都。而自然灾害和商朝的主力军队在东夷也是商朝灭亡的重要原因，殷周之际的天气大幅变冷且变干旱，农业收成受损，而此时帝辛却持续对东南方的人方（东夷）、林方、孟方用兵，直至彻底击败，使商疆域扩至江淮一带。由于战争持久导致国内空虚，使一向俯伏、自称“小邦周”的周武王乘机联合西方的一些方国一同伐商，最后商周双方在商朝陪都朝歌郊外的牧野开战，史称“牧野之战”。
牧野之战后，帝辛自焚，商朝从此灭亡。周王朝建立。

### 后裔
牧野之战后，商人一部分被周朝消灭，一部分并入周朝的匽侯（燕国）、宗周等。武王死后，帝辛继承人武庚參與三監之亂，被周公东征击败。可能另封纣王的庶兄、当年叛变商朝投降周朝的微子启于商丘，国号宋，以奉商朝的宗祀。另外《世本·氏姓篇》佚文提到“子姓分氏,殷、时、来、宋、扐(朸)、萧、空同、北段,皆汤后也。”

## 国号
西周早期青铜器铭文称商朝为商或大邑商。也有大量西周铜器称商为“殷”，一种说法认为，“殷”是周人对商的特有稱呼，商人并不称自己为殷。“大邑商”或“天邑商”则是商人的自称，在战争中称呼己方军队为“商方”，“商”这一称呼又见降周的商人铸造的商尊，显而易见，商是国名。《尚书》、《史记》等传世文献称呼商朝为“殷”，但如《古本竹书纪年》等早期文献均称这个朝代为“商”，另有《今本竹书纪年》等文献称它为“殷商”。甲骨文中目前明确可识别为“殷”的字有三处，为《乙》4046，《乙》276，《甲骨文合集》15733，商朝人是否也自称“殷”仍需存疑。
从《史记·殷本纪》“契封于商”的记载可知“商”是商族先公的初期居地，国号取于地名。其后迁至亳，国号亦可称作“亳”，迁至殷，自然也称作“殷”。多次的迁徙中始终以居驻商地和殷地的时间最久，势力最大，在周边方国部落中留下的印象最深，所以此二称变成这个国家的名称。“殷商”这个合称最早见于西周的《诗经》。《荡》有“文王曰咨，咨女殷商”，《大明》有“殷商之旅，其会如林”。《大明》又有“燮伐大商”、“肆伐大商”，《文王》有“商之孙子”，《玄鸟》有“殷受命咸宜”，《殷武》有“挞彼殷武”，可见在周朝“商”、“殷”、“殷商”三称通用，之间并无差别:11—14。
西晋皇甫谧在《帝王世紀》中载“帝盘庚徙都殷，始改商曰殷”。尽管《帝王世纪》一书的总体可信度并不高，但史家便据此将盘庚迁殷前的时期称作“商”、盘庚迁殷后的时期称作“殷”。

## 疆域
商朝的政治地理可分为王畿、四土和四至三个层次，王畿相当于内服，四土相当于外服，内外服属于商王朝的政治疆域，四至则为疆域以外的范围。
内服就是王畿，以百官臣卿作为主要的统治手段，是一个以王都为中心形成的稳固势力范围。
商代外服的属地分为三类：以军事据点为中心发展起来的商属地；在附属国族势力范围内通过垦田占有的土地；在附属国族分布区通过置“奠”正式建立起来的行政区，统称“多奠”，由商王朝派人直接管理。牧官以管理地区行政与边境安全为主，商人通过任命牧官达到控制边境的目的。后世“牧”引申为治理。

#### 王畿
《史记·吴起列传》记载商朝疆域“左孟门，右太行，常山在其北，大河经其南”，大致上即为商王朝王畿的范围。商代商王直属常备军所能有效控制的地区，即为王畿。商代晚期已经在王畿内建立了较完备的由驿站、羁舍及防卫据点组成的补给系统，这种系统可由王都到达250里外的地区。即军队可以在这些补给点内取得所需的给养，军队的有效控制范围可以在此基础上向外延伸300里。这一地区，是商王朝势力所达的实际控制区。那么，商王朝实际控制的范围大致为直径约1100里的地区，所谓“邦畿千里”，是可信的。根据这一理论推算，商代晚期的商王朝直接控制区，向北到达河北定州、曲阳，向东到达山东泰安、泗水，向南到达淮阳、郾城，向西达山西翼城、洪洞、灵石。鉴于商代都城屡迁，商代的王畿区并不是一个静态的概念，而是不断变化的。

#### 外服
在确定了商代王畿区的基础上，按军事控制理论，可以推算商代的实际控制区，即商代的政治疆域。商代后期，随着路政制度的完善，商人实际控制区可以在王畿区边限的基础上向外延伸300里：向北达到河北涿州、北京地区，向东到达山东桓台、新泰，向南到达河南息县、罗山、桐柏山北麓，向西可达山西汾河流域。这一势力范围与考古学文化反映的商文化范围基本一致。在商人主要经略方向上，其实际控制区将达到更远地区。《汉书·贾捐之传》云：“武丁、成王，殷、周之大仁也，然东不过江、黄，西不过氐、羌，南不过荆蛮，北不过朔方”，与所推论的范围基本一致。《左传》 昭公九年：“及武王克商，蒲姑（山东淄博）、商奄（今山东曲阜），吾东土也；巴（今重庆）、濮（今湖北武汉）、楚（今江苏镇江）、邓（今河南邓州），吾南土也；肃慎（今吉林、黑龙江两省）、燕亳（今北京市），吾北土也。”这里对北、东、南三个方向领土的描述，基本是继承商人政治疆域遗产的结果。从盘庚迁殷之后，商人的政治疆域的中心地区维持在这一带，有时稍有波动。

#### 四至
文化的影响范围受自然条件和政治力量的限制较小，可以在广大地域内传播，商文化影响的范围很大。《淮南子·泰族训》：“纣之地，左东海，右流沙，前交趾，后幽都”，包括了东到大海，西到陕甘，北到燕山，南到五岭的广大地区。从考古发现的商代遗物，尤其是铜器风格看，在这个广大地域的确具有一定的共同性，辽宁喀左、湖南宁乡、四川彭县、山东寿光，相距数千公里，但出土的青铜器却有惊人相似的风格。甚至远至岭南直至越南出土的一些商时代的器物，也带有明显的商文化特征。可见商文化的影响之深远，但这已经不是政治疆域之内的问题。

#### 最大疆域
商代的疆域范围至今尚无定论。中商时期商朝疆域一度比早商时期有所扩展，东到泰沂山脉一线，西抵关中岐山、扶风，北面抵长城，南逾长江。商代势力所及范围今对应地域大体上包括湖北，河南，安徽，山东，河北，山西，京津，江浙沪部分地区，陕西，江西，湖南，辽宁沿海地区，甘肃东部和内蒙古东南部边缘地区，但统治中心地区（王畿地区）仅限于河南北部、山西南部、河北南部和山东西部。四川广汉地区的三星堆文化属于和商朝地位平等的邻国，不在商的势力所及范围内。商朝和新王国时期的埃及是当时全世界最大的两个国家。

### 都城
记载“先八后五”，即成汤灭夏前八次迁都，而后五迁。王国维搜罗史料凑成八迁。“契自亳迁蕃”、“昭明迁砥石”、“昭明迁商”、“相土迁商邱”、“相土迁泰山下，又复归商邱”、“商侯迁殷”、“殷侯迁商邱”、“汤始居亳”
| 首领                                        | 居地                           | 今地 |
| 先商                                        | 先商                           | 先商 |
| ------------------------------------------- | ------------------------------ | --- |
| 契                                          | 亳                             | 一说今辽宁省西部暨河北省东北部一带地区， 一说今河南省洛阳市偃师市乡沟（详见亳）                                     |
| 契                                          | 蕃                             | 一说今北京市、河北省北部冀东平原一带                                                                                |
| 昭明                                        | 砥石                           | 一说今河北省石家庄以南、河北省邢台市以北地区                                                                        |
| 昭明                                        | 商                             | 一说今漳河北岸磁县、临漳一带， 一说今陕西省商洛市商州区                                                             |
| 相土                                        | 商丘                           | 一说今河北省中部、河南省北部                                                                                        |
| 相土                                        | “泰山下”                       | 一说今太行山麓 |
| 相土                                        | 商丘                           | 见上 |
| 王亥                                        | 殷                             | 当今位置不明 |
| 上甲（芒三十三年─孔甲九年）                 | 邺                             | 今河北省邯郸市磁县、临漳县漳河流域                                                                                  |
| “商侯”（盖为主壬或主癸；孔甲九年─桀十五年） | 商丘                           | 见上 |
| 早商                                        |                                | |
| 大乙汤—大戊密（桀十五年─中丁元年）          | 亳                             | 今地说法不一，一说今河南省郑州市商城遗址（详见亳）                                                                  |
| 中丁庄、卜壬發（中丁元年─河亶甲元年）       | 嚣                             | 一说今河南省荥阳市东北敖仓或敖山， 一说今山东省沂蒙山区， 一说今河南省郑州市商城遗址， 一说今河南省郑州市小双桥遗址 |
| 戔甲整（河亶甲元年─祖乙元年或二年）         | 相                             | 一说今河南省安阳市内黄县东南                                                                                        |
| 且乙滕—且丁新（祖乙元年或二年─南庚三年）    | 邢                             | 一说今河北省邢台市                                                                                                  |
| 且乙滕—且丁新（祖乙元年或二年─南庚三年）    | 庇                             | 一说今山东省郓城县北                                                                                                |
| 南庚更、彖甲和（南庚三年─盘庚十五年？）     | 奄                             | 一说今山东省济宁市曲阜市                                                                                            |
| 晚商                                        |                                | |
| 般庚旬—帝辛受                               | 殷                             | 今河南省安阳市西北殷墟遗址                                                                                          |
| 帝辛受                                      | 朝歌(只是陪都，首都仍然在殷城) | 今河南省鹤壁市淇县朝歌镇                                                                                            |

## 政治
商王是商朝的最高统治者，甲骨文中商王自称“余一人”或“一人”，见于第一期至第五期甲骨文卜辞。以上诸辞中的“余一人”、“一人”，都是商王自称。由甲骨卜辞看来，自武丁以迄帝辛，‘余一人’ 与‘一人’者，已为国王一人所专用的称号，而在传世文献中，例如《汤誓》、《盘庚》中商王也自称“余一人”。金文《盂鼎》、《毛公鼎》等也印证了周王自称‘余一人’或‘我一人’者。“余一人”实际上是王面对众人时的一种自谦之称和对天下负有责任之意，而某些学者认为“余一人”是专制暴君的独裁口吻的观点是片面的。例如《汤誓》中的“余一人有罪，无以万夫；万夫有罪，在余一人。”，《盘庚》中的“国之臧，则惟女众。国之不臧，则惟余一人，是有逸罚。”，带有明显的自谦之意。
商王手中掌控着商王朝的军权和行政权，通过手中掌握的强大武装力量，对外实行领土扩张，获得新的土地和民众。而商王通过垄断着对先王的祭祀大权并举行经常的祭祀活动，不仅加强和神化了王权，还使商王朝子姓贵族的团结和联系得到了强化。因此，商王不仅是商王朝的最高神职人员，而且还是子姓家族的宗族长。集军权、神权和族权于一身的商王，成为贵族阶级的总代表。

### 军权
商王是商朝武装力量的最高统帅。商朝是在对外的不断战争中建立和巩固的，因而历代商王深知掌握兵权的重要性。商汤时“汤征诸侯，葛伯不祀，汤始伐之”。此后，就是“汤乃兴师率诸侯，以伐昆吾，遂伐桀”，取得“汤既胜夏”的胜利。“于是诸侯毕服，汤乃践天子位。”汤是在对外的不断征服中，建立了商王朝对“海内”的统治的。据《孟子·滕文公下》说：“汤始征，自葛载，十一征而无敌于天下”，或有说“汤凡二十七征，而德施于诸侯”。
作为商王朝武装力量的最高统帅，商王对军权的控制，在甲骨文中得到了全面反映。这就是：
- 王自征 
晚商的对外战争，多是由商王亲自率领军队出征的，以免将在外君命有所不受，军权旁落。甲骨文第一期时期武丁时的征伐舌方、土方、売方、巴方、龙方、周方、基方、業方等重要战争，都是在商王武丁的统率下进行的。甲骨文第四期武乙、文丁时，商王亲自率兵征伐的方国有召方、刀方。到了商末，甲骨文第五期帝乙、帝辛时，主要征伐方国为盂方和人方，而且有关征伐卜辞较多，不仅战争进行的时间较长，而且所经过的地点也较多。商王前往出兵征伐，作“征某方”，而回程时之ト作“来征某方”。甲骨文各期商王朝所进行的较为重大的对外战争行动，都是商王直接率兵出征，表明商王牢牢地掌握着对外征伐大权。[書⁠ 69]

- 率将出征 
不少重要将领，亦在商王的统率指挥之下，这体现了商王作为军事统帅的绝对权威。甲骨文《合集》6416是讲商王武丁征伐土方，率领名将沚成同往征土方。沚成还在商王率领之下，参加了征伐巴方之役。武丁时与否方的战争，堪称激烈、长久，直至第二期祖庚时才被平定。沚成也在商王率领下，参加了对舌方的残酷战争。第四期武乙、文丁时所伐方国不多，商王率将出征者，只见上列之沚成；而第五期商王帝乙、帝辛征伐盂方和人方的大量ト辞，所见列名的将领有名侯喜者，即是讲帝乙、帝辛十祀征人方时，商王曾率侯喜出征。侯喜即为攸侯喜。

- 命将出征 
商王在对外征伐方国时，除了亲自出征或率名将与地方伯、甸前往外，有时也命将出征。特别是第一期武丁时，受到征伐的方国达 81 个之多，但商王亲自率兵征讨者毕竟只占其中的少数，应是除重大的战争行动需商王亲自参加并指挥外，一般规模较小的战争或曾受商王重创者，则不需商王亲自出征，而是命将率兵前往即可。这些不劳商王武丁亲自率军出征的方国，当属商朝地方与地方之间的局部冲突，因而规模也会不大，派贵族前往征讨即可。商王命将出征，不仅是对其独当一面的信任，也是商王牢牢地控制着军权的反映。

商武丁时期对一些重要方国的征伐，都是商王御驾亲征，或商王率重要将领前往。至于经商王朝屡次打击而实力大减的方国或实力较弱的方国的局部冲突，便无须商王亲自挂帅，只需派有关贵族前往征讨即可了。虽然如此，商王也要为之ト问，表明对外军事行动的指挥权仍牢牢控制在商王手中。由于经过商王武丁时期不断的对外征讨，一些商朝强敌，已被征服，因此，改变了殷王小乙以来“殷复衰”的局面，出现了“天下成欢，殷道复兴”的大好形势。因此，“殷盛”和“殷衰”，即“诸侯来朝”或“诸侯或不至”，与商朝的军事实力有着直接关系。
这些商朝历史上的名王，均战功赫赫。其中汤“十一征而无敌于天下”，以武力建立了子姓商朝对天下的统治，“自彼氐羌，莫敢不来享，莫敢不来王，日商是常”。而商代晚期的武丁时期，北克鬼方，南伐荆楚，通过对八十多个方国的征伐活动，莫定了晚商对全国统治的格局，并为商末期帝乙、帝辛对东南夷方的长期战争打下了基础。因此，商王之所以成为统治阶级的最高首领，首先就是因为他手中牢牢地握有军权，并有其威严的象征物：王钺。商王在不断的对外战争中开疆拓土，掠夺了大量的财富和俘虏，这就为将其不断地分封给同姓和异姓贵族提供了可能。

### 神权政治
商王的“三通”，即为把持祭祀权的传统。《左传》成公十三年：“国之大事，在祀与戎”，商封建领主阶级的最高首领商王，不仅是全国军队的最高统帅，决定着对周围方国的一切军事行动，而且是沟通人间世界和天上的上帝、鬼神的中介。《说文》云：“王，天下所归往也。董仲舒曰：“古之造文者，三画而连其中，谓之王。三者，天地人也。而三通之者，王也。””统治阶级的意志和天神、地祇的沟通是需要通过商王手中把持的祭祀权实现“三通”的。
商朝的建立者商汤，“吾甚武，号曰武王”，不仅以武力“正域彼四方”，使灭夏后的商朝得到了进一步的巩固与发展；而且商汤还把对上帝鬼神的祭祀权牢牢控制在自己手里，成为上帝、鬼神意志的体现者和与人间沟通的代表。商汤灭夏，就是以“上帝”之名，“夏氏多罪，予畏上帝，不敢不正”的。而商汤成了对夏朝“天命殛之”的体现者，“予一人致天之罚”。因此，致祭“上帝”，自然也由“余一人”进行。
与此同时，商人相信“天命玄鸟，降而生商”，自己的始祖契是“天命”所生，并世代相传，天命不绝。“商之先后，受命不殆，在武丁孙子”，笺云：“后，君也。商之先君受天命而行之不懈殆者，在高宗之孙子，言高宗兴汤之功，法度明也。”因此，商王为了表明自己统治的合法性和神秘性，十分重视对历代先王的祭祀活动。《尚书・商宗肜日》疏所说的祭祀先王时“祭祀有常”，即有制度，商王武丁厚今薄古违反了“常”制，因此“服罪改修以从礼耳”。这说明历代商王把持着对天神和祖先的条祀，是商王朝的“国之大事”。
- 祭祀天神地柢 
商王把持着对天神、地柢的祭祀权。商人信仰為自然崇拜，諸如风、云、雨、雪、日出、日落等，并相信神明统治着世界，通过各种祭祀乞求天神、地柢对自己的保佑，商王就是这种种祭祀的主持者。甲骨文中商王所祭祀的各种神灵，有学者分为天神“上帝；日、东母、西母、云、风、雨、雪”等；地柢“社；四方、四戈、四巫、山川”等。也有学者将其进一步明确分为商王对至上神上帝和自然神的崇拜与祭祀。[書⁠ 55]

- 祭祀先公先王 
商王对先公先王祭祀权的垄断。商人认为上帝至上，有着无限尊严。他虽然掌握着人间的雨水和丰收以及方国的侵犯和征伐”等，但学者全面整理卜辞后发现，商王“如有所祷告，即只有向先祖为之，要先祖在帝左右转请上帝，而不能直接对上帝有所祈求”。虽然表面看来，商王不能直接祭祀上帝并有所祷告，在地上的人王与上天的天神之间拉开了距离，中间隔着一条商人先祖的鸿沟，但实际上商人先祖神与上帝沟通的垄断，不仅使商人对先王的祭祀活动得到了神化，而且也使主持对先祖祭祀活动的商王，成为商人祖先和上帝神之间的沟通者和神权的唯一体现者，从而使商王的王权更具有神秘的色彩，这实际上进一步加强了商王的权力。 
商人对历史上作出贡献的名王，都要举行隆重的祭祀。不仅如此，商王为了突出子姓宗族长的地位和团结子姓封建宗族，对历代先王也要进行祭祀。《国语・鲁语上》说：“夫祀，昭孝也。各致齐敬于其皇祖，昭孝之至也。”韦注：“昭，明也。明孝道也”。1917 年王国维在《殷ト辞中所见先公先王考》及《续考》中，把商代自商汤灭夏以后诸王称为“先王”，而商汤灭夏以前商族首领称为“先公”。1933 年，郭沫若在《ト辞通纂》第 362 片甲骨考证中不同意王国维关于股先公、先王的界说，指出：“般之先世大抵自上甲以下入于有史时代，此在殷时已然。观其祀典之有差异，即可判知”。陈梦家于 1956 年出版的《殷虚ト辞综述》（第 336 页）也赞成郭沫若的意见，指出：“由于系统祭祀（周祭）的发现，王国维以为上甲至示癸六示为先公的说法，已不能成立，上甲以前，属于神话传说的时代，也可以得到证明。”殷人自上甲以后进入了成熟的部族方国时期，而自商汤灭夏以后，商人进入了统一的封建王朝时期。商朝的先王，应自被追尊的上甲计起。《史记・本纪》列商先王上甲以前的“先公”应为：“契卒，子昭明立。昭明卒，子相土立。相土卒，子昌若立。昌若卒，子曹立。曹園卒，子冥立。冥卒，子振立。”[書⁠ 55]

祭祀形式
商代的具体祭祀制度尚有待详考，和后世一样，平民和贵族同样有自己的祭祀（例如甲骨文中的非王卜辞和商晚期金文中都有涉及到具体贵族甚至具体平民所主持的某些祭祀活动），但是历代商王都把对已故先王的祭祀权牢牢地控制在自己的手里，以作为自己合法性的依据。甲骨文材料表明，盘庚迁殷以后的历代商王，不仅把持着对殷人先公高祖的祭祀权，而且对历代商先王的祭祀，也为各代商王所垄断，成为他们的“国之大事”。盘庚迁殷以后，商王对先王的祭祀有种种祭仪，所用的祭品也名目不一，但根据被祭主体先王的多少及目的的不同，基本可分为“单祭、合祭、特祭、周祭四种祭祀形式”。
- 单祭即时王对某一位先王进行单独的祭祀。诸如单祭大乙（商汤）。
- 商王主持的合祭：合祭即时王集合多位先王的庙主进行祭祀。一般说来，时王合祭先王是按即位的先后（即世次）由远及近的顺序进行。
- 特祭应是商人对近世直系祖先举行多种特殊祭祀，即帝乙、帝辛ト辞中的祊祭。
- “周祭”，是商王及王室贵族用五种祀典对其祖先轮番和周而复始地进行的祭祀。这种祭祀是一个王世接着一个王世，连绵不断地举行下去的，因此它是商王朝一种非常重要的祭祀制度。”

《左传》成公十三年“国之大事，在祀与戎”，是说在中国“三代”王朝夏、商、周封建领主社会里，祭祀和战争是统治阶级的头等大事。已如上述，商王通过对天神地衹和祖先祭祀权的垄断，神化了王权，并加强了封建领主统治集团的团结，从而使时王及其后世子孙的最高统治地位更为牢固。

### 土地所有权
历代商王通过不断的对外战争和军事征服，使商族由氏族军事民主制的部落联盟，发展成夏王朝统治下的“方伯”一一早期部族制方国。商朝建立以后，又经过一系列对周围方国部族的用兵，商王武丁时已是“挞彼殷武，奋伐荆楚。入其阻，裒荆之旅”，把成汤时“自彼氐羌，莫敢不来享，莫敢不来王，曰商是常”（《诗经・商颂・殷武》）的商王国版图，从北方、西方一直扩大到南方的江汉流域。而作为商朝封建领主阶级总代表的商王，也是全国土地的最高所有者。

#### 圈占土地
“商王可以到全国各地圈占土地，建立田庄，经营农业”。据甲骨ト辞分析，商王可以直接参与或向贵族、官吏发布命令，要他们到某些地点去“裒田”垦荒，或去种植农作物。其垦荒所造新田之地，既有“在王室直接治理的王畿内之地”，也有商王“派人到诸侯、方国领地去占地耕作”的。如“先侯”、羊方、鮮方等商代诸侯、方国，即为商王裒田之地。无论商王在畿内所造新地，还是商王在诸侯、方国所垦辟成的农田，都成为商王直接所有的“王室田庄”。而王室田庄上把收获物存放在“廪”中贮存。甲骨文中有“南廪”、“夷廪”等。“廪”当设在与藉田耕作处较近之处。仓廪应设在耕作土地南部。而且由于面积广大，收获的各类谷物较多，仓廪设置当不只一个，其最大数字为“廪三”。由于“仆”的暴动，设置在藉田之处的仓廪有被焚毁者。为了保障仓库的安全或防止存储于仓廪中的大量谷物发生霉烂变质，因此商王时而派贵族去设廪处检查巡视——即省廪。

#### 处置土地
商王有权处置贵族占有的土地。商王作为全国土地的最高所有者，还表现在“对诸侯、方国和贵族所占有的土地拥有支配权”。甲骨文中有商王强取诸侯方国邑田之事。比如有辞说，“商王从郑侯国内取走三个邑，实指三个邑所领有的土地。这三个邑所领有的土地原来是郑侯的，商王则派人将其取走，以归王室”。甲骨文中有“龙方”曾与商朝发生战争的记载，见《合集》6474、6076 等。后龙方臣服，商王为其“贞龙亡”，并关心其地的降雨情况：“乙未ト，龙亡其雨”。龙方臣服后，其首领曾参与商王的田猎活动于宫地，龙方时而对商王进致品物，商王还强制征取。商王不仅可以随时强制征取诸侯、方国所垦成的邑田，而且对臣下贵族的田邑，更是随心所欲地剥夺其使用权，将其收归自己直接掌握，有时命贵族向他致送田邑，或贵族、诸侯所占有的田邑，商王还直接命其“归’于王”。
由以上可知，商王可以任意在畿内贵族和方国诸侯的土地上垦荒造田以营造王室田庄，并可随时把贵族和方国诸侯耕种的田邑收回，即通过强制征“取”或令其“氏田”、“归田”等手段剥夺他们的土地使用权，等等，充分反映了商王是全国土地的最高所有者。

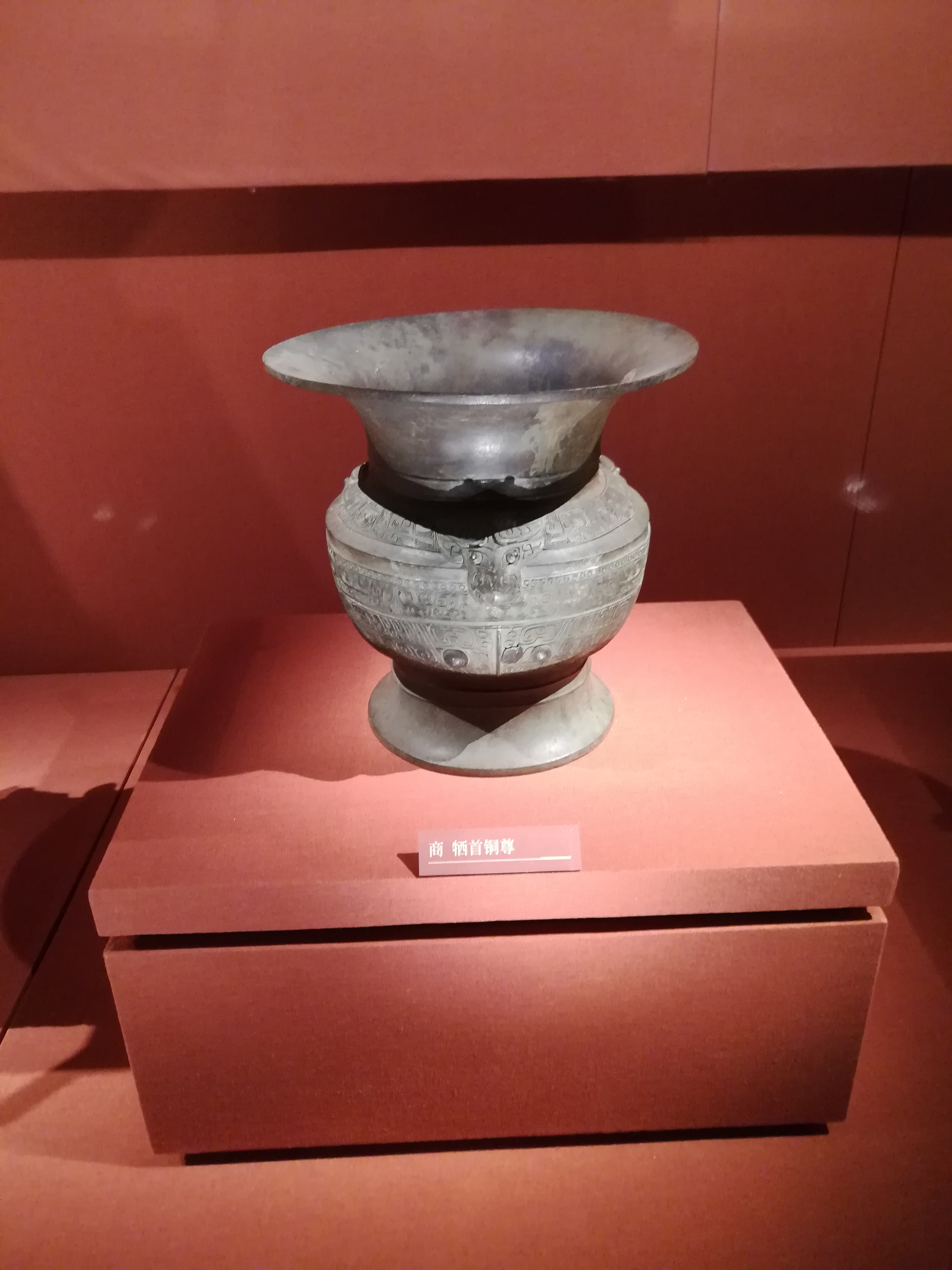
牲首铜尊。商代（前1600-前1046）。现存于湖南省博物馆

#### 封赐贵族
商朝贵族使用的土地是商王封赐。商朝的贵族和方国、诸侯首领对土地的使用权，是商王通过“分封”赐与他们的。胡厚宣在《殷代封建制度考》中指出：“由卜辞观之，至少在殷高宗武丁之世，已有封国之事实”。受商王封赐土地的贵族有“诸妇之封”。有的“妇”为商王武丁的妃嫔。受封的贵族还有“诸子之封”，即“武丁时亦有分封诸子之事”。诸如子画，“盖先以其地为子画之所封，后遂以画名其地矣"。武丁卜辞有子宋和宋地，“则宋者亦必为子宋之所封地”。宋地与夫地不远，“盖与今河南商邱县微子所封之宋相合，是宋国之封，决不始于周公之于微子启，自殷武丁时，即已封宋为宋伯矣”。
商王不仅把土地封赐给自己的妇、子等亲信贵族，还有“功臣之封”，即把土地分封给臣下等。直到帝乙、帝辛时，“为防范夷方，则封喜于攸而称侯”。不仅如此，商王对一些方国用兵，待其臣服以后，遂加以分封，即承认其对原占有土地使用权的“方国之封”。甲骨文中武丁时分封的方国有井方、虎方、鬼方、犬方、周方等，而帝乙、帝辛时常被商王朝征战的孟方伯、夷方伯等，他们在商末“虽已叛殷，然类其前，则确服于殷，而受殷之封建，故仍沿方白之名也”。以上，仅是接受商王分封的比较有影响的方国，而自武丁起直至商末帝乙、帝辛时，各王世还屡有“其他之侯伯”的分封。
商朝贵族或方国诸侯，受到商王的分封，既表示其对商中央王权的臣服，也表示其原领有土地的所有权已属于商王，商王可以随时收回，只不过是对其使用权的正式承认而已。

#### 册封步骤
甲骨文为我们保留了有关商代分封贵族和诸侯方国的有关材料，商朝分封的具体步骤为：首先，即“商王以册封的形式，将土地授予各级贵族”。其次，通过“奠置”的办法，“将受册命的诸侯和方国进行分封以后，还要为其“作邑”，并设有“封人”以管理其周围的封疆。
所谓“册封”，即商王把土地册封给臣下或方国诸侯。‘册’是个动词，有‘册封’之意。将封邑书之于典册，以封赏给某个贵族。册上登录有土地邑名（甚至可能有四至的范围）。以此册授予被封者，被封者则以此为凭信，拥有册上所登录的土地。
商王对贵族和方国、诸侯的分封，不仅是他为全国土地最高所有者的体现，而且也是商王进一步加强与各地统治阶级政治和经济联系的重要手段。受到商王分封土地的贵族和方国诸侯，虽然在军事和经济方面也有一定相对独立性，但首先要承担对“共主”商王的种种义务。诸如“防边、征伐、进贡、纳税、服役”等政治、军事、经济和祭祀方面的沉重负担，使其处在商中央王朝的绝对控制之下。

## 官制
商王朝国家最基本的形式是内外服制。所谓内外服制，实际是在早期历史条件下，中央王朝对不同地域实行的不同的治理措施。在商王朝畿内的官员是内服官，根据其具体执掌，内服官可以分为主要负责王朝政务或事务的外廷官和主要负责商王生活的内廷官。外廷官系统已经建立了一个由行政主官（称尹、冢宰或卿士）、多尹集团、政务官、事务类职官、宗教文化类职官、武官组成的较为完备的组织体系，能够有效地推行王朝的政策，在广大地域进行行政管理。外服是商王安全保障的重要地区，一方面设立军事性据点，设立众多的侯、甸、男、卫等带有相对独立的武装团体，另一方面对外围的异族方国进行联合，以实现连续地区的稳定。

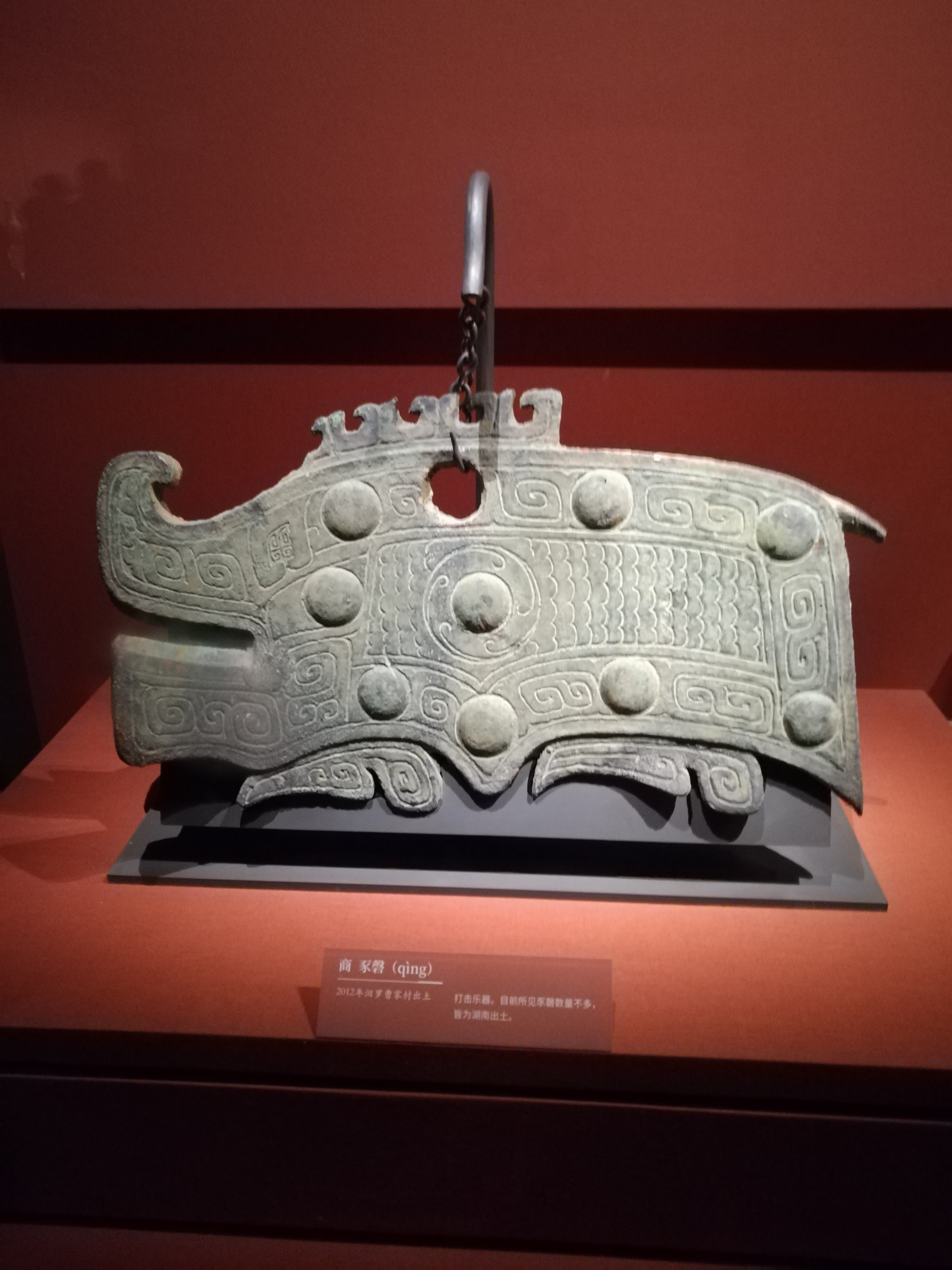
豖磬。小猪一样形状的磬。“磬”是古代中国一种打击乐器。商代（前1600-前1046）。2012年出土于湖南省汨罗市。现存于湖南省博物馆

### 外廷官
外廷官系统由政务官、事务类职官、宗教文化类职官、武官组成。政务官指负责处理日常政务的各级行政长官，除直属于商王的决策机构外，还包括各级官吏，即《尚书·酒诰》的“越在内服，百僚庶尹”，《大盂鼎》的“殷正百辟”，各级没有被选拔入决策机构的尹官，当是这些官吏的主体。政务类职官是王朝正常运转的主体，也是商王最倚重的部分。事务性职官主要指掌管经济生产的官员。宗教文化类职官指从事占卜和祭祀以及文化活动的职官，主要包括贞人、巫、作册等。宗教类职官在商代是一个比较特殊的群体，早商与晚商的宗教类职官有所不同，由于古代神权的独立性使之很容易成为王权的抗衡力量，所以王权总是努力限制和控制神权，与这一过程相应，商代前期宗教类职官具有相当强大的势力，不仅掌握神权同时还控制着政务职官团体，有着超过政务职官的地位，但到后期宗教类职官虽然依然拥有十分强大的势力，但总体地位已经大大降低。

#### 辅政主官
商人已经设置了仅次于王的主官，作为商王的助手。但商人的辅政主官的设置并不是一成不变的，而是经历了一相制、双相制和三公制三个阶段。商汤时期，即以伊尹为最高辅政官。相的权力很大，“昔在中叶，有震且叶。允也天子！降予卿士。实维阿衡，实左右商王”。商汤为了限制过大的相权，又设左相，《左传·定公元年》：“仲虺居薛，以为汤左相”，“伊尹为丞相，仲虺为左相”。最高辅政官由一人转变为两人。虽然双相之间有一定的互相制约，但商代前期的相权依然非常强大。
武丁即位之后，王权依然未能完全集中，但武丁通过用人、祭祀、官制等方面的改革，加强了王权，其中改革中重要的一项即是三公的设置。武丁起初也实行双相制，先是“三年不言，政事决于家宰”，又提拔甘盘， “命卿士甘盘”。后在原有双相制的基础上，另举傅说为太傅。商代的三公同为商王的最高辅佐，由其中一人兼任最高辅政官，“以三公摄冢宰”。从商末的情况看，王权在对相权的限制方面取得了胜利。商纣时期的三公不仅权力没有确定，甚至连生命也难以保障。商代三公应当同于周代三公，即太师、太傅和太保。商代在武丁时期或其以前已经有保、师、傅的官名，但在武丁之前尚未联合成为在一起的三公，武丁时期对这三个官职的地位和权力进行了调整，合在一起作为朝廷的主要政务官员，称三公。
从商代的相或三公的担任者的身份看，商代的行政主官并不都是商王的宗亲，而大多是其他方国的人员，伊尹为有莘氏小臣，仲虺居薛，都属于东夷部族，鬼侯、鄂侯、文王也都是归服方国的首领。可见，行政主官名义上是国家的政务主管，但更多是商人笼络其他部族的策略。商初的行政主官的确掌握一定权力，但其地位越来越低，到帝辛时期，三公其实已经只是一种象征性的位置。

#### 决策机构
商王朝建立了一个由多尹组成的决策团体。商代尹和多尹是多种职官的合称，包括商王朝的各种政务、事务官员，也包括各大宗族的族长，甚至可能会包括到王朝服务的归服方国人员或首领，成分十分复杂。商王从多尹中选取可任驱遣者，组成自己的决策机构，成为随时咨询的“朝臣”。右尹是一种职位较高的官职，即多尹集团的领导者。商代还有卿士之称，在文献中多见。前期的卿士多指具体的重臣，而到后期则是臣属的代称。还有众多的尹官组成了负责处理多种具体王室政务和事务的集团。根据其具体地位和执掌可以分中央官、地方官和族官三类。

#### 外派御史
商王朝为了与各地方政权联系，经常向各地派遣使者。为了联系方便和加强监控，有时商王朝会为某诸侯设置一名专门使者，负责王朝与诸侯之间的沟通。甲骨文中有“东史”、“西史”、“北御史”。专门使者的出现，使得使者不再是来往于路途的无固定驻地与随员的职官，其职责也不再局限于信息的传递，而是带有视察、监督、协助地方事务等多重职能，具有了政务和军事职官的性质。甲骨文中有许多“史”参加战争的记载。

#### 地方官员
商代王畿内的地方邑落和地区有几种不同的情况，可以分为商王统治下的各族聚居普通邑落与地区，商王建立的田庄、 牧场、手工业生产单位等据点以及各王室宗亲、臣下的领邑等几种。其管理也有所不同，王室宗亲、臣下领邑由其首领管理，对商王负有进贡、服役等义务，其下的行政官员更具有家族性质；由商王建立的各生产单位则直属商王，其居民大多属于人身受到限制的生产者，其管理由王朝的事务官员负责。所以，真正可以划入王朝地方政务官员者，只有商王统治下各族聚居的普通邑落和地区的官员。商代的地方政务依靠宗族来实施，各族族长也自然成为基层的执行者，成为王朝的低级官吏。甲骨文中有“多生”，多生即多姓，即许多族的族长。各族族长实际是商王朝的基层官吏，参加王朝事务的处理和执行。商代的居民聚族而居，但在人地关系紧张、人口密度大的地区，如城市等地，更适合按地区划分管理。商人在城市和其他人口密集区划区为“里”，设置“里君”进行管理。

#### 事务性职官
事务性职官主要指掌管经济生产的官员。商王朝注重经济资源的掌握，王朝建立了大量的田庄、牧场和手工业作坊，从事多种生产活动，商王朝也派官吏对这些产业进行管理。主要有农官（管理农业的事务官），牧官（管理畜牧业的职官），山川林虞官（对山川林泽进行管理的官员），仓储官（管理仓廪的官员）等。
商代的手工业十分发达，涉及建筑、制陶瓷、纺织、木作、冶铸、制玉、 制骨、酿造等各个行业。商王朝实行“工商食官”的制度，所以有相当一部分手工业直接掌握在商王手中，由王朝委派官员管理，商王朝设有专门管理建筑工程和手工业生产的职官，称“司工”。
从考古资料看，商人已经建立带有城墙的巨大城市，建有规模宏大的宫殿宗庙。这些大规模的建筑，没有相当的管理和组织能力是无法建成的。商代甲骨文中有大量关于建筑方面的占卜，有时派尹等官员进行管理。卜辞中频繁出现建筑邑落、宗庙、城防、宫室等工程，说明工程建设是商王朝的经常性的事务。《考工记》郑注：“司空， 掌营城郭，建都邑，立社稷宗庙，造宫室车服器械”，即司空是建筑和手工制造业总的管理者。甲骨文中有“司工”。司工是建筑业和手工业的总管，其下设有各个行业的分管官员，这些分管官员又可以称多工或百工。
除可以明确界定为某方面的事务官员外，商代还有一些负责管理车马的御正、车小臣，负责管理人力的小众人臣、小多马羌臣及负责族事务的宗工、五正等。

#### 武官
武官指商王朝的各级将领与其他侧重武职的官职，包括师长、亚、马、射、戍等，他们是商王朝开拓疆域和守御领土的主体力量。

#### 宗教文化职官
商人已经建立了地域广大的国家，并实行着有效的统治。这种统治不是简单的武力或人力所能达到的，必须相伴有高度发达的统治技巧和思想文化。商代存在着一个宗教文化团体，为商王朝的统治提供精神武器和知识支持，这个团体主要由宗教神职人员构成。神职人员构成社会的主要知识阶层，是早期社会十分普遍的现象，商代亦是如此。虽然这个团体总体都属于宗教神职人员，但由于国家机构的完善和实际执掌的具体化，这些神职人员的具体分工有所侧重，可以将其区分为占卜职官、史官、乐舞之官等三类。其中占卜职官包括贞人、筮人、巫等；史官包括作册、大史、小史、右史等；乐舞之官包括少师、大师、多万等。

##### 占卜职官
商代的占卜职官主要分三种，一是执掌龟卜的贞人，或称卜人；二是执掌筮占的筮人；三是利用其他手段或现象进行预测的巫人。他们不仅掌握精神领域的力量，同时也是政治生活中的重要成员，在商代国家中占有重要地位。贞人是与神灵沟通的重要角色，这在神权政治的商代是非常显要的职位。商王朝汇集许多贞人在王朝服务，武丁一代的贞人多达70多人，商代已建立了较稳定的占卜制度和相应机构，据宋镇豪先生研究，商人已经形成元卜、左卜、右卜三大卜官的建制，一般情况下一卜用三骨已成常制。商代已经出现筮法。在殷墟甲骨刻辞中和出土器物上，有由数字组成的文字。这种筮卦由六个数字组成，说明已经出现由六爻组成的重卦，并且有了固定的名称，商代的筮法已经是一种成熟的占卜方式。《尚书·洪范》“汝则有大疑，谋及乃心，谋及卿士，谋及庶人，谋及卜筮”，把筮占与龟卜同列为神灵意志的体现，可见筮法已经是商人政治决策中的重要参考项。商代的神职人员中，除去贞人和筮人外，还有巫人。《史记·殷本纪》也有记载：“伊陟赞言于共咸，巫咸治王家有成，作《咸艾》，作《太戊》。帝祖乙立，殷复兴。巫贤任职”，巫咸、巫贤皆被作为商朝的重臣，可见巫在商朝曾是重要的官员。

##### 史官

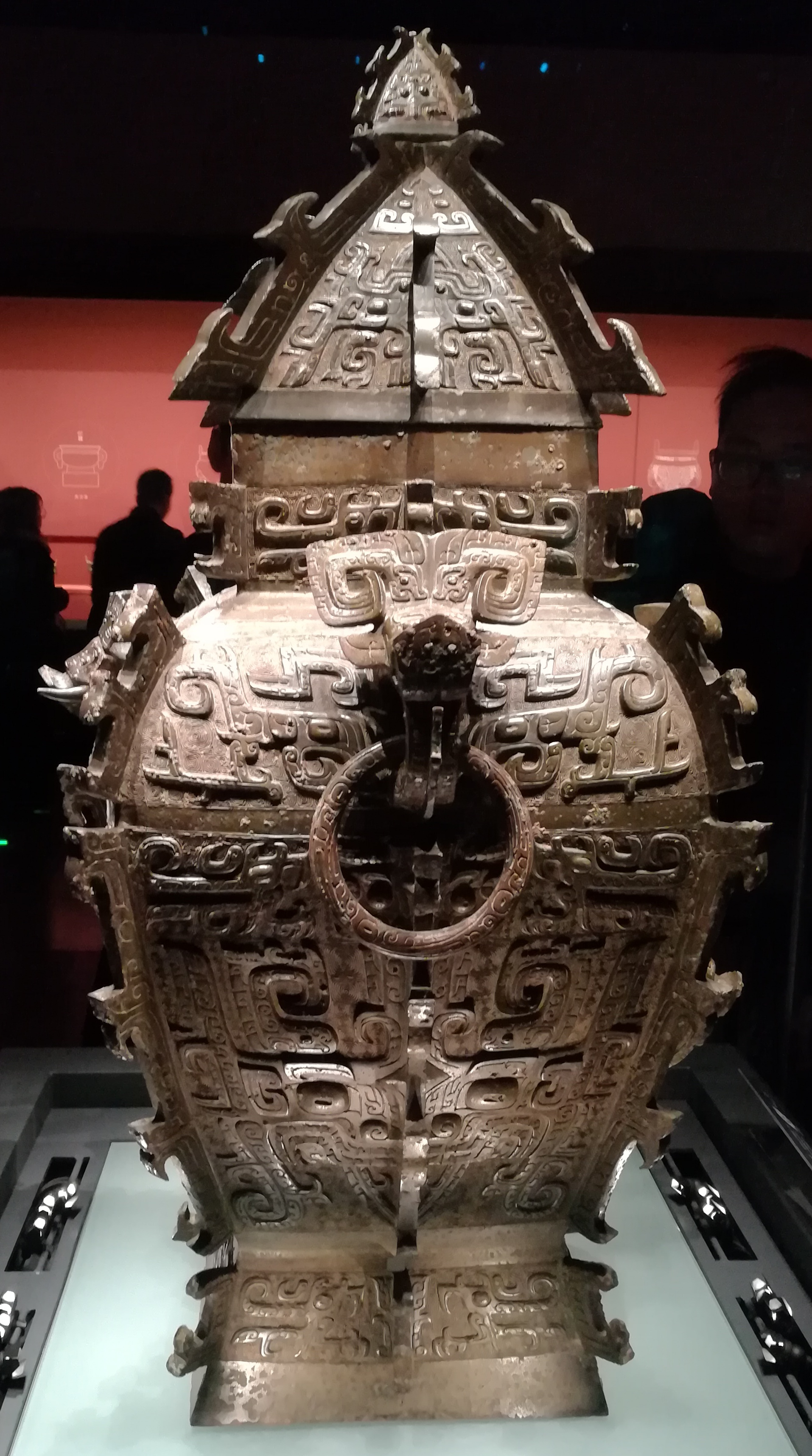
“皿而全”铜方罍。商代（前1600-前1046）。1919年桃源县水田乡茅山峪出土。通高88厘米，口长26.1厘米，口宽21.6厘米。现存于湖南省博物馆

史官历来是中国最重要的职官之一，商代已经有史官。《尚书·多士》云：“告尔多士，予惟时其迁居西尔，非我一人奉德不康宁，时惟天命。无违，朕不敢有后，无我怨。惟尔知，惟殷先人有册有典，殷革夏命。今尔又日： ‘夏迪简在王庭，有服在百僚。””这是武王劝诫商人西迁往洛邑，以天命为理由，让商人不要怨恨；同时又说：“你们也知道， 你们商人的祖先有图书经典，记载了殷革夏命，到现在你们也还说：‘选拔夏朝遗留下的良臣到王庭，在各机构中服务。”周武王用商人代夏的例子，说明周人代商的合理性。在这里，武王提到了商人的册与典记载了“殷革夏命”和商初任用夏遗臣的史实，这说明商人很早就已经有了记录制度和相应的记录官员。商代的史官主要有作册、大史、小史、内史、右史等。商代的主要史官称作册。甲骨文中“作册”很少见，但商代青铜器中，有关作册的记载很多，有《作册般鼎》。作册少见于甲骨文，但金文中却多见，这可能是因为作册平时的执掌比较固定，其事务不需要占卜的缘故。作册为一比较重要的职位，能够经常得到商王的赏赐。作册、寝经常跟随于王左右，可以奉王命执行诸如赏赐类的事情，这与史官负责记录王的言行，需要经常侍于商王身边相符合。

##### 乐舞之官
《礼记·郊特牲》云：“殷人尚声，臭味未成，涤荡其声，乐三阕，然后出迎牲，声音之号，所以诏告于天地之间也”。商代已经形成了一定的礼乐制度，王朝拥有乐师和大量乐器，非常重视音乐在生活、事礼和祭祀中的作用中。甲骨文有关于乐舞的记载，乐舞是商人在生活、政务和祭祀中不可或缺的因素。商人设立了乐舞方面的职官，《史记·殷本纪》索隐引郑玄注：“商家典乐之官，知礼容，所以礼署称容台”，郑玄所说的典乐之官与礼署容台的具体情况，已不清楚，但从文献和甲骨文可知，商代的乐舞之官主要有大师、少师、万、多万等。

### 内廷官
内廷官主要为王的生活提供服务，由于古代国与家不分，他们往往表现为国家职官，而实际上他们也经常参与国家事务的决策和处理，这类职官主要包括宰、寝、小臣等。内廷职官有一个特别明显的发展倾向，即一部分内廷官处于向外廷官的转化过程中。保、傅、宰本来都是与王生活相关的官员，但后来都转化为国家的正式职官。因为王廷职官与王的关系密切，很容易成为王的亲信，王利用内廷执掌和处理部分政务，既利于自己操控，又可以防止外廷官擅权。这一倾向是由专制王权形成的，贯穿于中国历史的全部，商代也不例外。因此，内廷官不仅与外廷官在事务上有重合的部分，而且部分内廷官还处于向外廷官转化的过程之中。

### 外服官
外服官系统指商王朝在王畿以外的官吏。有侯、伯、子、男、甸（田）等爵称，只有伯是原各方国首领，归服后被划入外服。而侯、甸、男、卫属于商王朝在外建立的武装团体。外服制度与诸侯治理其实是国家实力达到一定程度，军事力量可以控制某一地区但又不能保证直接控制可以在这一地区长期稳定存在的情势下，被迫采取的统治方式。中央承认方国的独立性，保持对这一地区的控制，方国则接受中央的领导，以避免中央的军事打击。通过甲骨文研究可知，商王通过置奠、建立王室田庄、牧场等以经济为主的据点以及戍等军事为主的据点的方式，在外服区域建立了大量隶属于商王的政治单位，形成了商王权力在这一地区的延伸。
侯、甸（田）、男、卫是由王委派的在外服执行任务的团体，《逸周书·职方》孔注：“侯，为王斥候也。服言服王事也。甸，田也，治田入谷也。男，任也，任王事。卫，为王捍卫也。”徐中舒、唐嘉弘先生认为，侯，即“为王斥候”，“甸”即“田”，是负责田猎和进献猎物的官职，也兼营农业，“男”即任，从事繁重的徭役和农业生产任务，“卫”则是护卫商王的禁卫军。其诸侯的地位并不是自始即有的，只是有些团体由于地理位置、形势需要等因素，难以完全依靠中央王朝的力量，必须具有独立的生存能力，才转化为具有诸侯特征的组织。但侯依然是中央的支属，只是中央的边缘部分而已。
商代的外服官吏构成十分复杂，并不是单纯的臣属于商的诸侯。大体上可以分为三类，一类是商王直接控制的农庄、牧场、奠、戍等据点内的官吏，二类是侯、甸、男、卫和商王朝在外服分封的亲信侯国，三类是归服方国。三者混杂在一起，呈现出犬牙交错的形势。商代建立了内外服制度，外服是商王安全保障的重要地区，一方面设立军事性据点，设立众多的侯、甸、男、卫等带有相对独立的武装团体，另一方面对外围的异族方国进行联合，以实现连续地区的稳定。当中央王朝势力强大时，对异族方国的控制较为牢固，边疆稳定，国家的势力延伸到方国地区，当中央王朝势力衰落时，方国脱离中央，国家的势力退守到侯、甸、男、卫所控制的外服区，《左传》昭公十年所言“古者天子守在四夷，天子卑，守在诸侯”，是对这一状况较为贴切的描述。
商代外服职官有一个从复杂到规范的逐渐完善的过程。导致商代外服职官呈现复杂性的主要原因是商人的外服职官是在王朝建立和巩固过程中逐渐建立起来的，而不是按照某种制度有计划有步骤地建立起来的。这主要表现在两个方面，一是外服职官建设是商人开创的新例。商朝之前的夏朝是以和平方式成为中央王朝的，虽有内外服制，但其外服的组成十分单纯，基本是以和平方式联合于夏王朝周围的部族和方国，不存在性质复杂的地方势力，也不存在王朝与地方复杂的立体权力关系。商人则是通过武力建国，需要面临如何统治和巩固新征服地区的新问题，所以最初的外服职官，只是临事而设，而没有旧制度引为参考，这种临事而设的职官，必然带有不规范性和不成熟性。二是商人的疆土不是一次性获得的，而是不断开拓而来的。商王朝最初的领土很小，“汤以七十里”，后来灭夏，占有了夏人故地，也仅限于豫西地区，商人疆域大约为从洛阳到濮阳的古黄河两岸。商人的领土是在建国以后向各个方向开拓而获得的，这种领土的变动，使得畿内和畿外、内服和外服也处于不断的变动之中，难以形成严格的内、外服区分，也难以建立区分严格的内、外服职官。商王朝的许多职官原本不是专为外服而设，而是商王朝加强统治的通用职官，如田、牧、犬等，这些职官畿内、畿外都有设置，所以内、外服职官的区分是相对的，而不是绝对的。但到商代后期，随着商王朝领土的相对稳定和统治日益巩固以及制度建设的完善，商王朝的职官设置也日益规范。畿内地区随着王权的加强，许多地方转化为由商王直接控制，有独立性的职官融入了内服官系统而消失。畿外职官也发生了变化，由原来的生产或防卫据点发展而来的诸侯，其官职也转化为专门的外服之官。同时，外服职官也逐渐规范化，原来名目众多的畿外的职官发生了融合，逐渐形成了较完善的外服职官系统。周人的分封制则是在商人外服制的基础上发展出的较成熟的职官制度。同时周人灭商后，基本继承了商人的疆域。周人既有前代制度为基础，又有一次性大规模分封的物质条件，所以周人在建国之初即建立起了完善的外服系统。可以说，周人外服的成熟性是建立在商人经验的基础之上的。

## 軍事
商军的经营重点是豫北和山东，没有商军在黄河孟津驻扎防备周军的可靠资料，商朝的西大门很可能是洞开的。倒是在山东潍坊苏埠屯这一远离殷墟的地方有商朝高级军事将领墓葬出土，形制跟殷墟商朝高级军事将领墓葬一致。总之，商朝军队的重点似乎就是山东而不是西方。
在甲骨文中有大量關於征伐的記载，其一次戰事的用兵數目有3000人，5000人，甚至13,000人之多。比如，根據武丁時期的卜辭，在一次對羌人的征伐商王動用一個旅的兵力，達10,000人之眾，再加上配偶婦好的3000族眾，合計13,000人。
公元前1200年左右，商朝人口約700多萬，商朝兵力約3萬。

### 軍事制度
“国之大事，在祀与戎”，军事活动是古代国家社会生活的主要内容。商代虽然没有形成严格的官员职能划分，但已经出现了侧重军事的职官。商代的军事职官大致有师、亚、马、多马、马小臣、射、戍、使等。
- 师长：商王朝已经建立起常备军，师是商代军队的最大单位。一个商代师为万人编制，其首领称“师长”。
- 亚：甲骨文中有亚一职，经常参加军事活动，亚还担任军事方面的教官。亚除作为一种特定的职官外，很可能还是某类官员的通称。《尚书·牧誓》中御事是司徒、司马、司空的总称，亚旅是师氏、千夫长、百夫长的总称，所以亚很可能是对于某类职官的泛称。
- 马与多马：商代已经出现骑兵部队，称 ‘马”。
- 射：商代军队中有专门的射手组成的射兵。
- 戍：戍原来是各地戍守部队的首领，后来随着商王朝领域的扩大，原来戍守的边境变成了后方，戍守部队也从边防力量向正规军事力量转化，戍也成为一种官职。

商朝的軍事制度在甲骨卜辭中有較多的記載。如“□方出，王自征”（《柏根氏舊藏甲骨卜辭》．25）、“□王自征人方”（《殷契粹編》．1185）等卜辭表明，商王是最高軍事統帥，有時親自出征。王室婦女，如商王武丁的配偶婦好，也曾率軍出征。高級軍事領導職務由貴族大臣和方國首領擔任，他們平時治民，戰時領兵。甲骨文中常有“□”、“□”、“射”、“戍”等名號出現，可能表明當時軍隊成員已有不同的職守。士卒由貴族和平民充當，平時要練習射、御；並以田獵的形式進行演習。
“王登人五千征土方”（《殷虛書契后編》上．31．5）等卜辭說明，戰時常根據需要進行“登人”（征兵），一次征發1000、3000或5000人，也有超過1萬人的。兵以庶民為主，奴隸多擔任雜役。
商朝除王室擁有強大的軍隊外，各宗族或各方國也都掌握相當數量的軍隊。“王其令五族戍□”（《殷契粹編》．1149）、“令多子族從犬侯寇周，葉王事”（《殷虛書契續編》．5．2．2）等卜辭表明，這些宗族或方國的軍隊須聽從商王的調遣。商朝軍隊有步卒和車兵，作戰方式以車戰為主。戰車一般由兩匹馬駕挽，車上有甲士3人，居中者駕車，居左者持弓，居右者執戈。車下隨行徒若干人。甲骨文中也曾出現過“步伐”的記載，可能表明當時有獨立的步兵隊伍。
“王作三師右中左”（《殷契粹編》．597）等卜辭說明，當時軍隊的最大編制單位可能是師。“登百射”（《甲骨文合集》．5760）、“左右中人三百”（《殷虛書契前編》．3．31．2）、“王令三百射”（《殷虛文字乙編》．4615）等卜辭說明，當時軍隊的組織可能以100人為基層單位，300人為中級單位，並有右、中、左的區分。
商朝军队中还有战象部队，殷商时期，象广泛分布于中原地区，商人驯服野象，并将其用于军事，在征伐东夷的作战中，商人多次动用战象，取得不错的战果。

### 武器配備
商朝軍隊的武器裝具，據考古發掘和甲骨文記載，主要有弓、箭、戈、矛、刀、斧、鉞、幹盾、矢鏃、頭盔、甲冑等，其中戈、矛、刀、斧、矢鏃、頭盔等是用青銅鑄造的。河南安陽侯家莊1004號商王陵墓內有大量武器出土，其中有70捆矛，每捆10個，說明商朝對於武器的存放可能有一定的制度。关于战车，殷墟确实有战车出土，但是很可能殷墟的战车质量不如周原的战车质量，这也可能是牧野之战商军战力不如姬姜联军的原因。从传世文献《司马法》来看，商代马车讲究运输速度快，因此孔子说过“乘殷之辂”，但可能不及周代战车讲究精良。

## 外交
商王朝经常通过联姻、赏赐封号的方式与边远国家交流。例如，据清华简《楚居》记载，商王盘庚的女儿妣隹对外征婚，后来嫁给楚国国君季连。
周国的领袖季历，前来朝见商王武乙，武乙赏赐给季历三十里土地和十只玉獴。商王文丁时，又任命季历为“牧师”，掌管西部地区的征伐之事，后来文丁却因为猜忌而杀了季历。崇国（陕西户县地区）是商朝西边最大的屬國，是商朝在西土的核心盟国。季歷之子姬昌被封為西伯，日後被稱為周文王，力行仁政，日後周国越過黃河，吞併许多小国，然后出兵讨伐崇国，杀死崇侯虎，接著遷都豐邑（陝西省鄠縣）。

## 经济
商人從一開始就是以農業為主的部落，商湯曾派毫人幫助葛人種地。甲骨卜辭中多次見到「其受年」（能獲得豐收嗎？）的問語，反映商朝統治者對農業的重視，商代已经出现了一些青铜农具甚至青铜犁牛耕。在畜牧業在商代出土的除了有六畜的遺骸外，還有象骨，說明當時北方還有訓象。並且掌握豬的閹割技術，開始人工養淡水魚。手工業全部由官府管理，分工細緻、規模宏博、產量龐大、種類繁多、工藝技術高，尤以青銅器的鑄造技術發展到高峰。成為商代文明的象徵。而且商朝人已經發明原始的瓷器，潔白細膩的白陶頗具水準，造型逼真，刻工精細的玉石器表現商代玉工的高超技藝。絲織物有平紋的紈，絞紗組織的紗羅，千紋縐紗的縠，已經掌握提花技術。
商代農業和手工業的進步促進商品交換的發展，出現許多牽著牛車和乘船從事長途販運的商賈。到商代後期，都邑裏出現專門從事各種交易的商販，呂尚就曾在朝歌以宰牛為業，又曾在孟津賣飯。
自商代起，中國音樂進入信史時代。民間的音樂和宮廷的音樂，都有長足的進步。由於農、牧、手工業的發展，青銅冶鑄達到很高的境界，從而使樂器的製作水準飛躍，大量精美豪華的樂器出現。樂舞是宮廷音樂的主要形式。可考證的有《桑林》、《大護》，相傳為商湯的樂舞，為大臣「伊尹」所作。從事音樂專業工作的，主要有“巫覡、音樂奴隸和‘瞽’”三種人。有關商朝民間音樂的史料很少，《周易·歸妹上六》和《易·屯六二》就是商代的民歌。
商代甲骨文兼有象形、會意、形聲、假借、指事等多種造字方法，已經是成熟的文字。在出土的甲骨卜辭中，總共發現有四千六百七十二字，學者認識的已有一千零七十二字。甲骨文因刻寫材料堅硬，故字體為方形。而同時期的金文，因係鑄造，故字體為圓形。

### 铸造业及藝術品
商代的陶器有各種顏色，有些為輪製，有些則使用泥條盤築法，陶器上常壓印花紋。目前所知最早的中國釉料出現於商朝。此時期還有大理石及石灰石雕刻的真實與神話動物。由商代的都市可看出，當時已具中國建築的基本形式，值得注意的聚落包括二里頭、鄭州、殷（今安陽境內）等，這些地點在不同時期均曾為首都。商代晚期已出现豪华的宮殿。

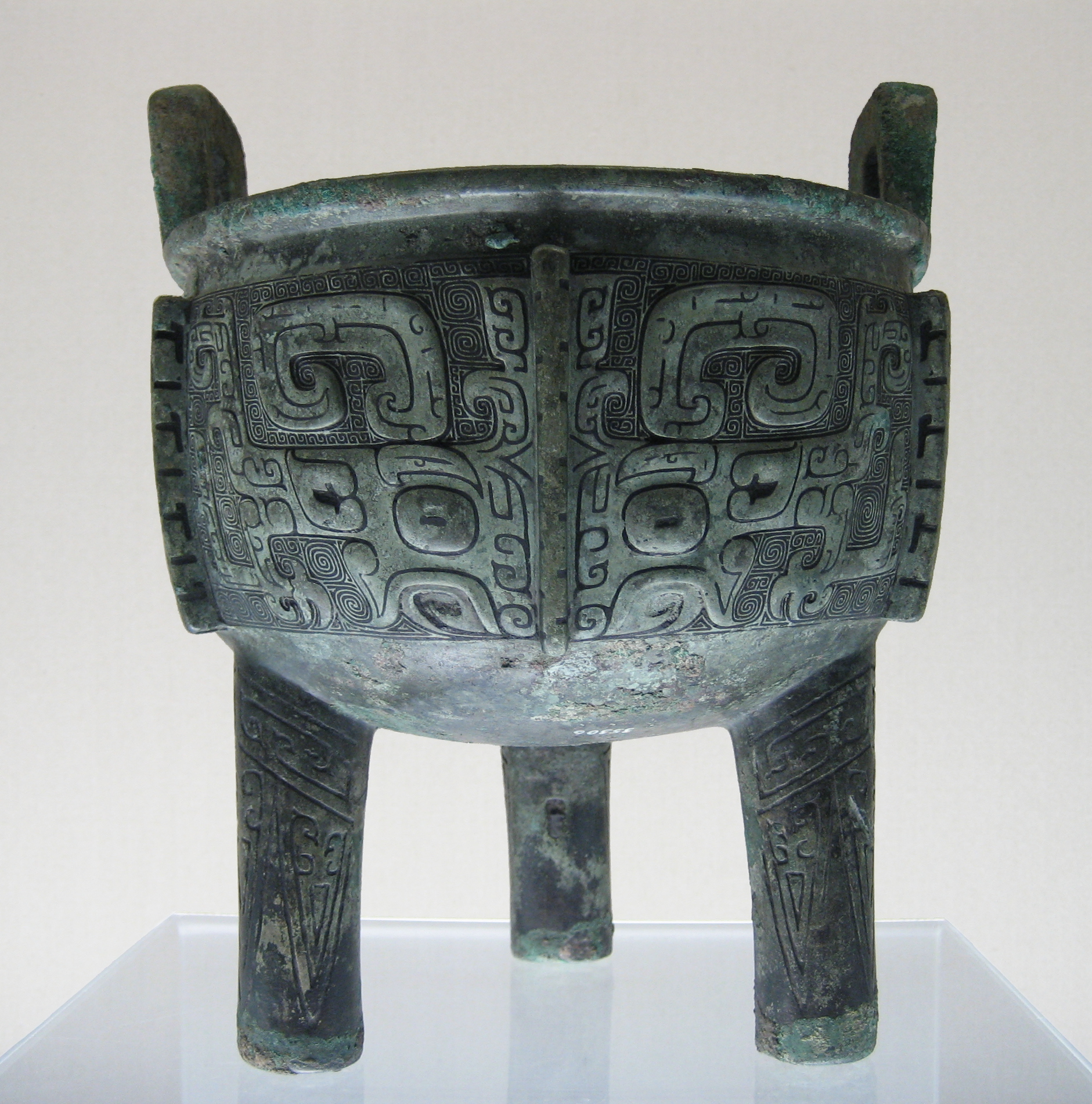
商代劉鼎
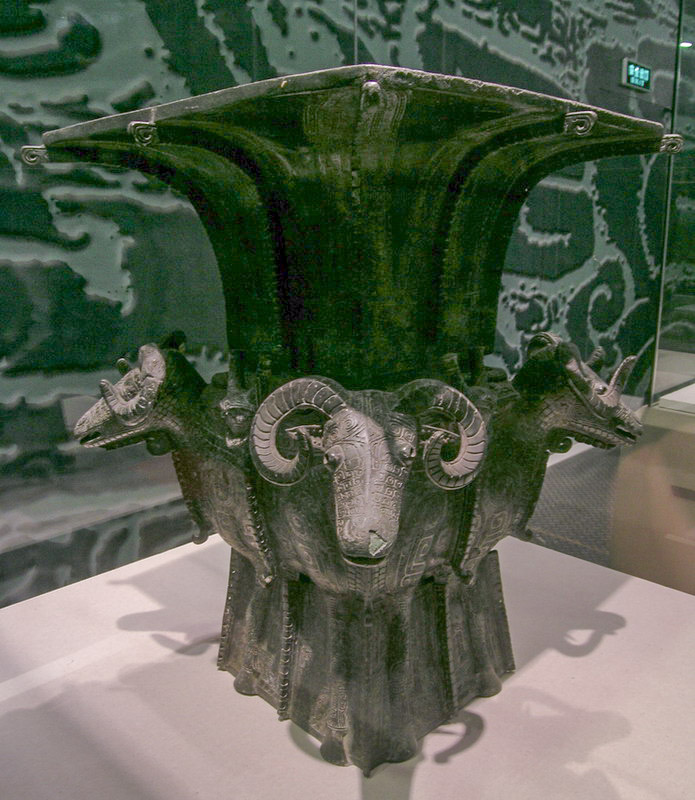
商代青铜器四羊方尊，藏于中国国家博物馆。
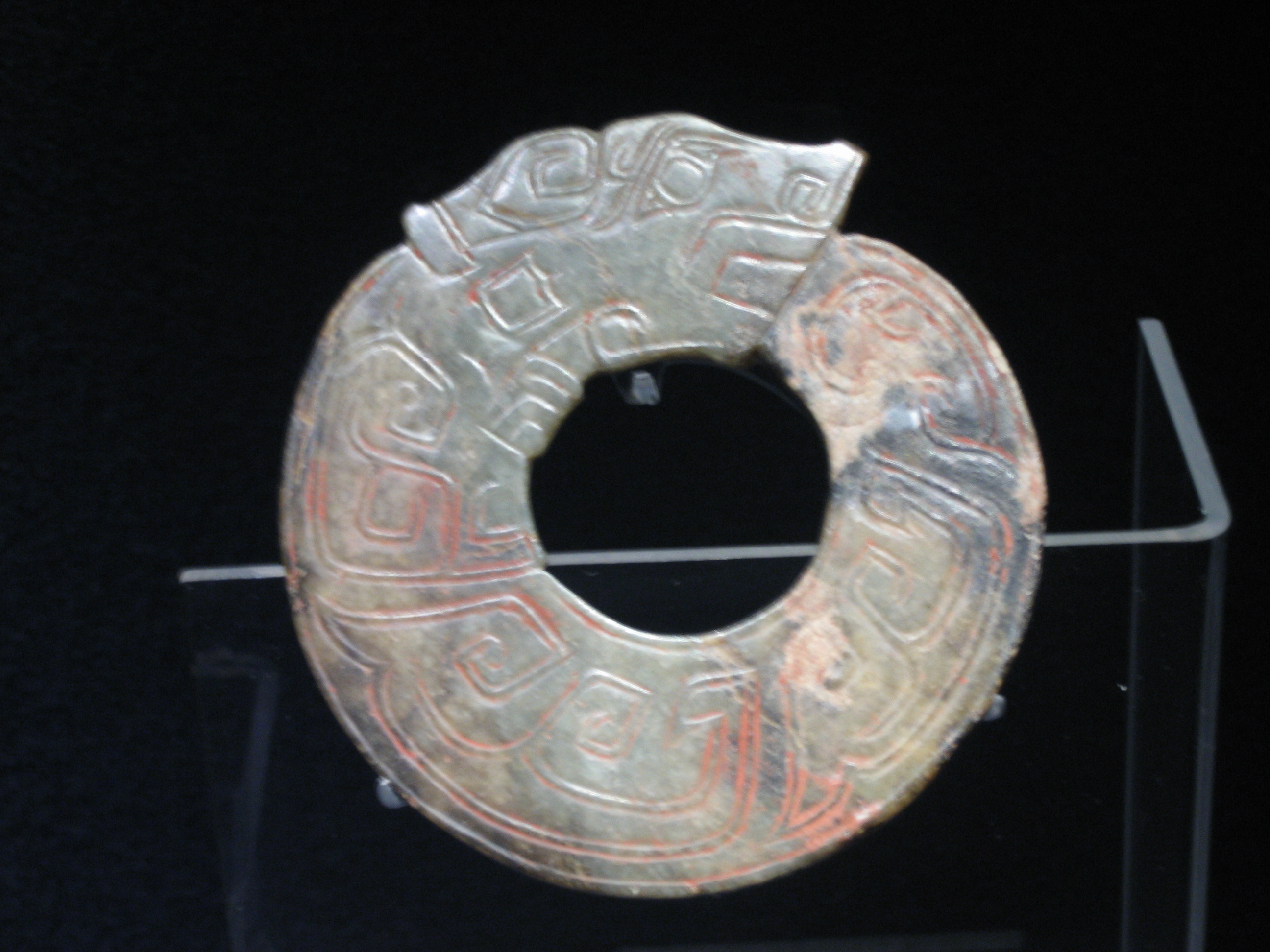
商朝龍紋玉
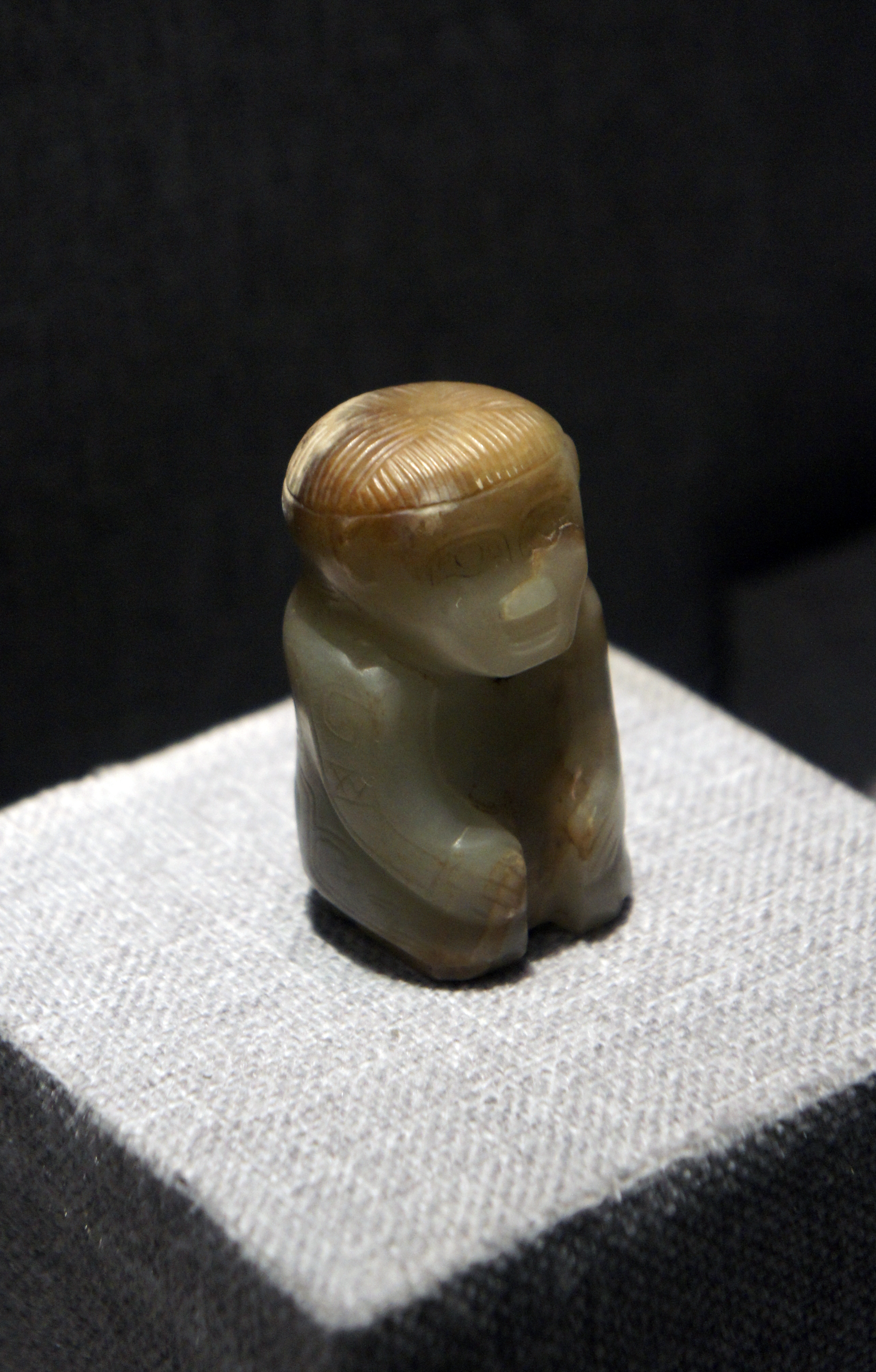
晚商妇好墓中的商人塑像
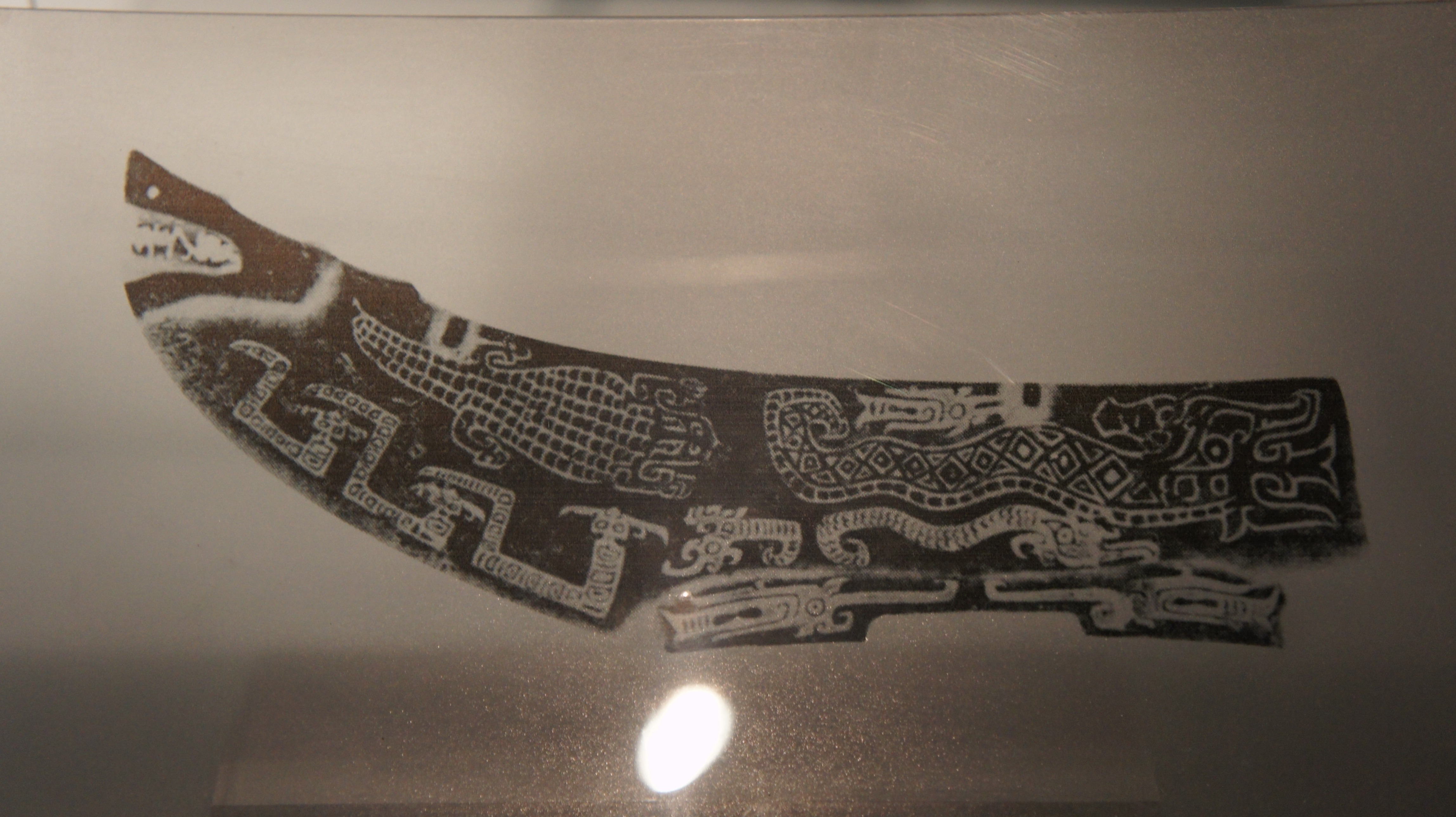
商代铜觥上的鳄鱼和神兽夔纹，出土于山西吕梁市
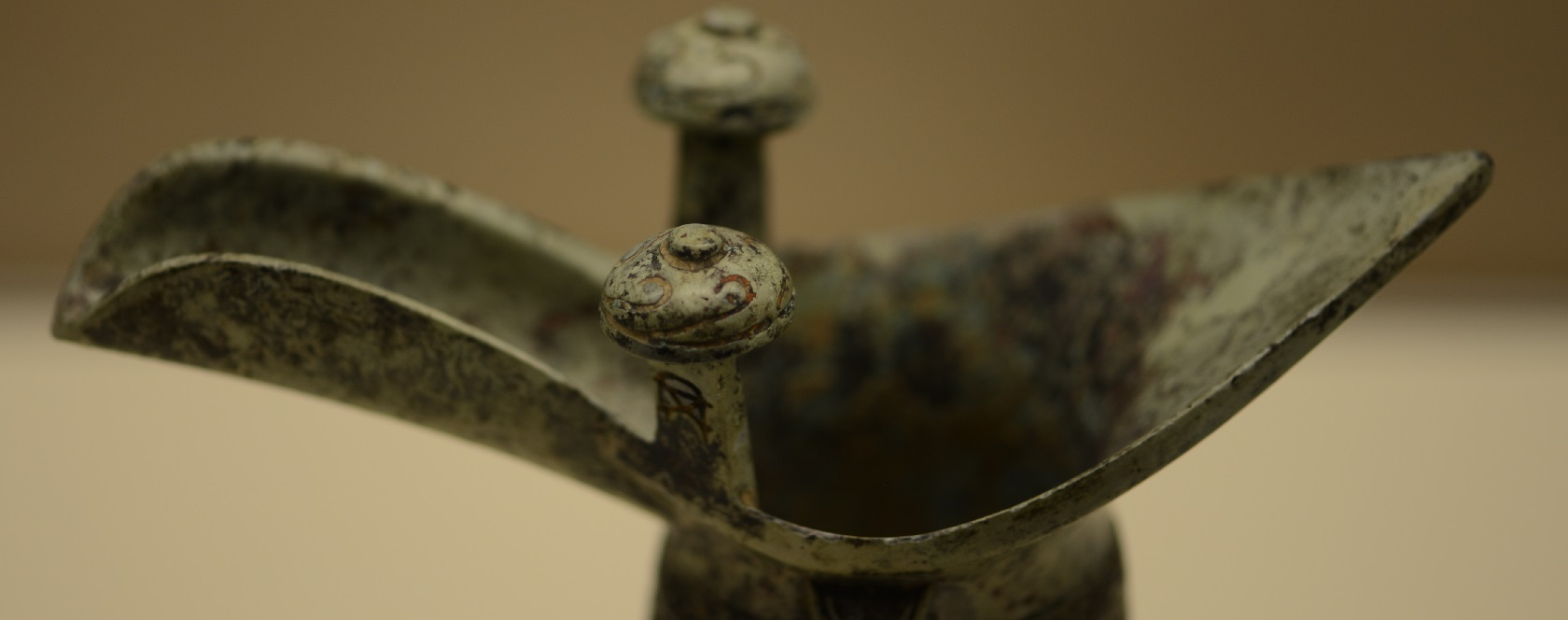

## 交通

### 道路交通
商代的道路设施有几大特色。一是王邑内的道路建制堪称全国楷模。商人一再夸耀“商邑翼翼，四方之极”（《诗·商颂.殷武》），整饬的王朝国都，是四方的表率。《管子·桓公问篇》云：“汤有总街之庭，以观诽也。”总街是四通之道，宫室建于四通八达的道路旁，便于了解民情。偃师商城城内道路纵横交错，主次相配，构成棋盘式的交通网络。主干大道宽敞平直，路土坚硬细密，土质纯净，厚达半米左右，路面中间微鼓，两边稍低，便于雨水外淌。主干大道一般直贯城门，城门道的路土之下，还铺有木板盖顶的石壁排水沟，沟底用石板铺砌，内高外低，相互叠砌呈鱼鳞状，叠压顺序与水流方向一致。出城之后，沿城墙还有宽4.5米的顺城路。这样一座经过严格规划而兴建的商王都，其道路设施的完善确可称为当时国家之首。此外，2000年底安阳洹北商城还发现了商代建制规格极高的双向“快车道”和慢道结合型道路，路面宽达8.35米。四道车辙痕迹清晰可见，轨距约2.2米，是当时通常的马车轨距，两侧为宽宽的便道。
二是地方土著方国也重视道路的修筑。江西清江吴城商代遗址发现一段长近百米，宽3一6米的道路，与一“长廊路”相连，后者残长39米，宽1一2米，路面结构类似三合土，而且有排列有序的柱洞，用属一长廊式通道，似乎专为地方土著贵族的生活便利而筑。可见商代地方国族的道路修筑水平也是不容低估的。
三是商代晚期已形成了以殷墟王邑为中心向四方辐射的国家道路交通大网络。彭邦炯根据商代遗址的分布和甲骨文提供的材料，认为殷商王邑通往四面八方的交通道路主要有六条： 
- 东南行：是通往今徐淮地区的大道，即甲骨文中关于征夷方的往返路径，有的地段可能与今陇海路郑州至徐州、津浦路徐州至淮河北相合。
- 东北行：是通往今河北卢龙及辽宁朝阳等地的交通干道。
- 东行：与今山东益都古蒲姑有要道相通。另有水路估计可沿古黄河或济水而下。
- 南行：与今湖北、湖南、江西等当时的国族之间有干道相连。
- 西行：通往今陕西，沿渭水可直至周邑丰镐或别的方国部落。此道能通车辆，绝非小径。武王伐商即走此道。
- 西北行：为逾越太行山的要衢。商与西北𢀛方、土方等交战，常有战报捷送王都。

### 路政
古代王朝筑治的交通干道，专为贵族统治阶级政权利益服务，历来受到重视和保护，建立了一套相关的路政系统，主要落实在规立路守据点和各地族落与方国的守所，以保障道路交通的畅通，专设提供贵族阶层人员过行食宿的旅舍，建立消息传报的驿传之制和设立驿站，为使者提供安全与食宿之便。
殷商王朝的道路利用相当频繁，甲骨文中称道路为行，行有时也指出行，有关出行往来之事多不胜举。为了保障道路交通的安全畅通，武丁王朝之后，统治者设立据点以慎路守。那些常设性的军事据点，称为“枼陮”。
殷商时期，在王畿区范围内的干道上，王朝直接设置有食宿旅舍设施，专供贵族阶级人员过往寄宿，甲骨文称之为“羁”。羁字甲骨文构形作，像系马于栅栏意；甲骨文繁形像从手持鞭，勒马驻止之意更显。羁有过行寄止义。《广雅・释诂》云：“羁，寄也。”《周礼・地官・遗人》云：“以待羁旅”，郑注：“旅，过行寄止者。”甲骨文“羁”用为专名，是殷商王朝设置于干道边的旅舍。羁与“枼陮”一样，也是按数目顺序编次。
殷商王朝与外地的消息往来传报，已逐渐建立起驿传之制。当时的驿传，不似后世节级传递，而是由专人一送抵的。吕思勉曾云：“通信之最早者为驿传，其初盖亦以便人行，后因其节级运送，人畜不劳，而其至可速，乃因之以传命。”甲骨文所见外地消息传报朝中，都直接得之某地来者，不必靠二传三传乃至多传。
驿传在商统治中心区的百里之内传命，可能是利用王朝在干道上专为贵族人员过行寄止而设的“羁”舍食宿，但到了远方，食宿就成问题了，有的地方榛莽未辟，人烟绝少，有的地方有敌对族邦，驿传因身负重命，怕消息走漏，或安全上的原因，不得不绕道而行。因此殷商王朝在一些必要路段设立驿站，供驿传过往食宿。

## 数学與科学

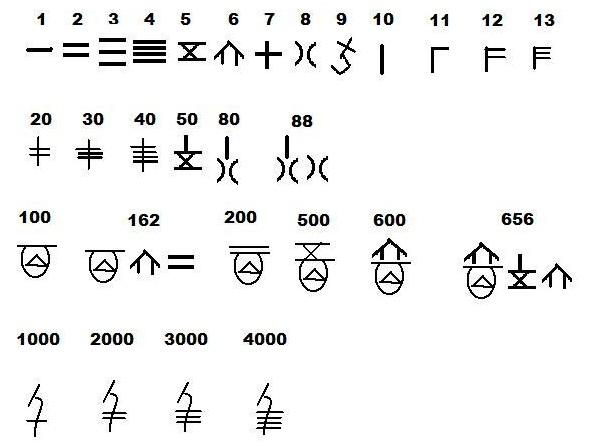
商朝數字，可以看出中文「百」與「千」字的演化源頭

西方於1970年的著述《全球通史》认为建立商朝的西北游牧入侵者，学习和掌握中东发明的种植小麦、铸造青铜武器、马拉战车的技术，并将其传入中国。同时传入的还有大麦、绵羊、牛、马、轮子等物品，这些技术丰富了中国的科学文化。但此说有常识性错误，商朝并不起源于西北，一些现代考古认为商朝最早起源于辽宁红山文化，后又发展为河北下七垣文化，属于广义上的东夷，从东方进入中原逐漸興盛，成為一方諸侯，最終推翻了之前的夏朝。
甘肃寺洼文化出土的铁条和河北藁城台西商墓出土的赤铁矿矿渣证明了商代已经开始掌握冶铁技术，处在陨铁和冶炼铁两者并用的状态，实际上已经由发达的青铜文明进入了早期铁器时代。这时的製陶业、玉器雕琢业、商业也很兴盛。而商代甲骨文和金文的发掘证明，商代的文字发展已经经历了一个漫长的时期。
商代的天文历法比夏代进步，天象学上也有新的发现，人们发现火星、彗星。商代甲骨文中有多次日食、月食、流星、新星的記錄。商代曆法已經有大、小月之分，規定三百六十五又四分之一天為一個週期，並用年終置閨來調整朔望月和回歸年的長度。
在數學方面，商代甲骨文中有大至三萬的數字，明確的十進位制，奇數、偶數和倍數的概念，有了初步的計算能力。此外还有商高定理的记载。
商代已经使用竹简和毛笔记事，并可能已出现帛书。
商代已有疾病的记载。音乐的成就很大，出现专习音乐、舞蹈的乐人；雕塑是商代工匠们最突出的工艺成就。商代出土的微凸面鏡，能在較小的鏡面上照出整個人面。

## 社会及文化

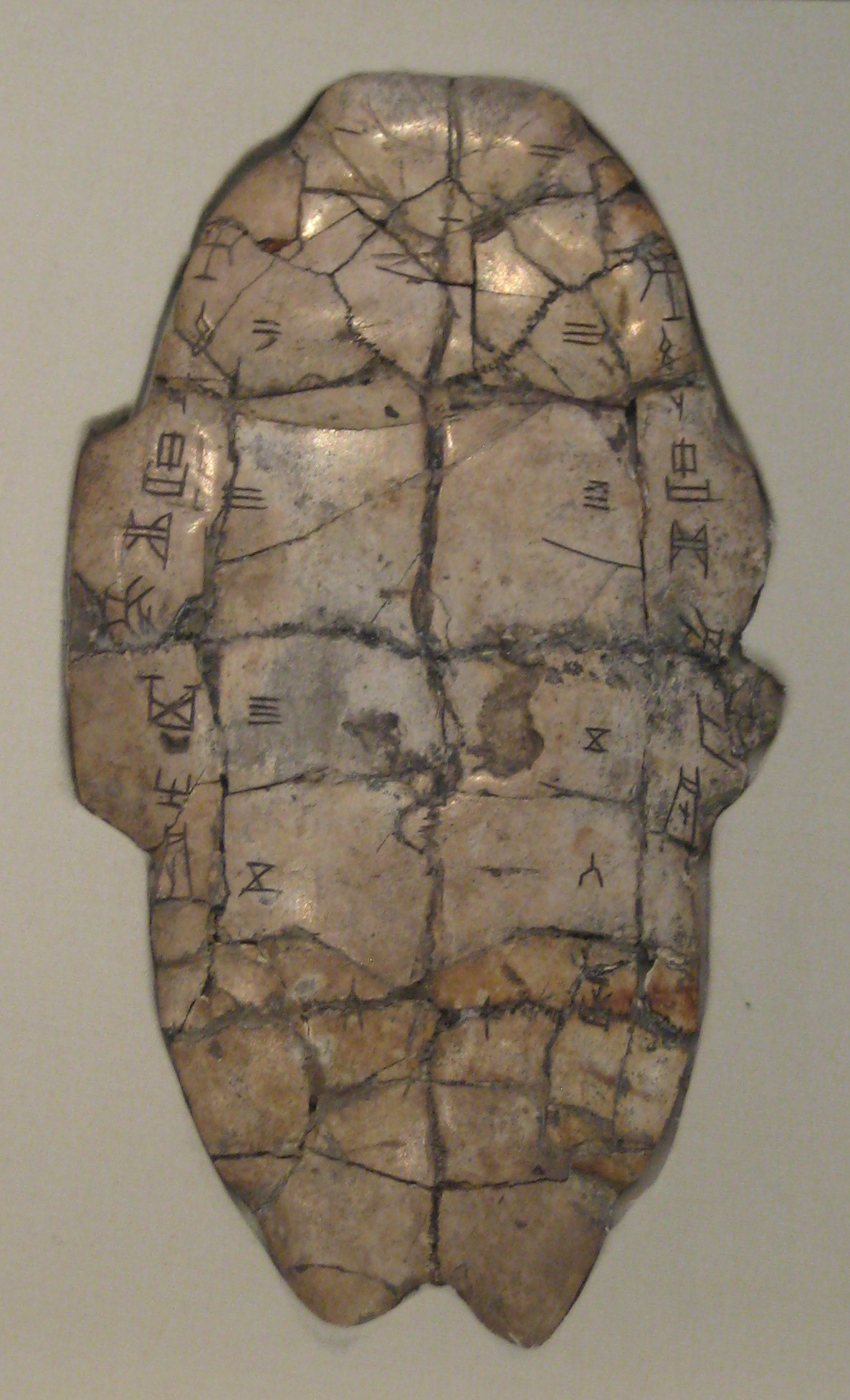
甲骨文 龟甲

据考古资料看，东南和华南地区分布于长江下游两岸的湖熟文化、江西北部的吴城文化、西南地区四川境内的巴蜀文化以及北方内蒙古、辽宁的夏家店下层文化等，都不同程度地受到了商文化的影响。先秦时期的道家思想和墨家思想都在一定程度上继承了殷商文化。
李济在他的《殷商时代的历史研究》中这样说：
|  | 我个人对殷商时代的文化认识是：(1)富有创造性的文化；(2)富有弹性，有吸收外来文化成分，化为己有的能力；(3)殷商时代的中国民族为勇敢的，自信心坚强的民族；(4)他们有丰富的好奇心，并且有锲而不舍的实验精神。 |

### 宗教
據商代的甲骨資料來看，殷商時代的萬物崇拜依舊盛行，信仰對象包含大自然的各方面，例如：河神、山神、日月星辰、地神等對象。但這些自然神祇仍屬於萬物崇拜，變化有限，比較特殊的是商人心中的「帝」信仰。「帝」是商人心中的至高神，地位最高、權力最大，也是社會秩序的主宰。這種「一元」（帝）「多神」（自然神祇）的信仰模式，與現實世界的「王權政治」相仿。簡單來說，人世有君王統治百姓，在自然界有「帝」統治自然神祇，但「帝」的能力和權威更凌駕世間君王之上，祂是一切萬物的主宰。
商人問卜的對象有三大類，即天神、地祇、人鬼(祖先)。在這三類之中，權威最大的即是「帝」，「帝」所具有的能力主要有三種，第一是對自然氣候的控制，這些問卜主要是關係到農業生產的豐欠。第二是主宰人世間的禍福獎懲。第三是決定戰爭的勝負和政權的興衰，由於商代仍屬部族式的社會型態，仍需以戰爭手段征服諸邊各部落，商王往往向「帝」問卜戰爭的勝敗，看看「帝若」，還是「帝不若」。由此來看，商人日常生活中，幾乎莫不禱於「帝」，在如此的宗教心理之下，也就不難理解，商人何以會有「好祀」、「重祀」之風。
商代的＂天＂观念，在甲骨卜辞里是由＂帝＂来表现的。甲骨文的＂帝＂能够表示＂天＂的大部分意蕴，但无有＂处所＂之意。在殷人的观念中，天地人神是分开的，神在天上，人在地上，不相混杂，祭祀和占卜则是殷人沟通鬼神的主要媒介。在对甲骨文的早期研究中，学术界曾经认为商代几乎没有独立的“天”、“天神”的观念，但后来学者夏渌在其论文《卜辞中的天、神、命》中指出了商代存在人格化的“天”的观念。
从甲骨卜辞看，殷人的信仰体系，与原始宗教相比并没有发生质的变化，仍以史前时代就已产生了的自然神灵和祖先神灵为主要信仰对象。商代的鬼神信仰保留有较多的原始性，还不具备后世社会里神道设教的功能，殷人的敬鬼事神还没有后世人为宗教的欺骗成分。从商代晚期武乙射天开始，社会上出现了严重的慢于鬼神的现象，这是社会发展、殷人认识水平提高后的进步现象。

### 人口
由于目前找不到商代人口调查制度的具体记载，难以估计，说法很多。
据宋镇豪估计，商朝初年人口约有400万至450万，晚期人口约780万左右，商末人口可以达到800万至1000万左右，帝乙帝辛时期殷墟王邑人口已达14.6万以上。葛剑雄的《中国人口史》中认为，商代还未进行过全国性的人口调查，:215─217而且由于当时的疆域和势力范围尚不是很确定，城邑遗址样本太少且存在变迁，还有城外居住区的人口难以计算，只能肯定晚商人口至少在500万以上，而夏商西周时期的人口在目前都无法给出较确切的数目，也无法确定中国在春秋时代之前的人口是否曾超过千万。:265─291

### 家族结构
朱凤瀚《商周家族形态研究》：
殷墟西区诸家族墓地的墓主人之等级身份，从墓葬的规格与随葬品看，绝大多数应属于平民阶级，虽也包括一些贵族，然而其多数与平民混杂于同一家族墓地中，各家族间在地位上虽有等级差别，但从总体上看，他们当是一般贵族中的中下层，不是高级的、显贵的贵族。……后冈墓地西组墓葬中，1933年发掘的大墓与M48两座中字形大墓墓主人应属于较高级的贵族。由此看来，高级贵族所在宗族的墓地也是多层次的，也有‘群’、‘组’的分划。较高级的贵族所在家族，在亲属组织结构上与一般商人家族的相同的，是一种多层次的家族组织，亦即宗族。只是宗族长与自己的近亲组成了贵族家族，与其他族人家族间存在明显等级差别。……商人是一个民族共同体，……宗族下又包括若干分族，即更小的世系群。如果可能存在的‘大群’一级墓地所代表的家族即是宗族，则‘群’一级墓地即代表分族，分族的更小分支即相当于殷墟墓葬中‘组’一级墓地所代表的家族。所以分族实际上相对于其上之宗族是次级宗族，分族下的分支这一级家族是商人家族组织中最基层的单位。……他们当时是以宗氏分族的形式聚族而居的。
商汤建国后，社会中的平民阶层逐渐进入一夫一妻制时代:141。商朝的婚姻制度存在较大争议，但目前最新的主流观点均认为其是“族内婚制”和“族外婚制”两套制度并行，“五世以上”一律可以通婚而无所谓同姓异姓结婚，与周人的“同姓百世不婚”以及东夷的允许“近亲结婚”均有一定区别。甚至有学者对商朝和宋国是否真正很流行过“内婚制”也表示质疑，认为甲骨卜辞对商代男性娶于异族的记载是很常见的，卜辞还提及一些外族女性被“氐”（或释为“以”）而“远父母兄弟”；从婚姻角度来说，商代已盛行男娶女嫁，当时更流行的是外婚制而非内婚制；春秋时期由于礼崩乐坏导致出现大量同姓结婚甚至姬姓贵族也不例外，宋国自然也受此影响，不能由此逆向推理出商朝也很流行内婚制。
五世排序（元、祖、宗、示、小）
- 太祖（示的曾祖父）
- 祖/太宗（示的祖父，又名太宗）
- 宗（示的父亲，又名大示）
- 示（示，当世，现在的一辈，传宗接代）
- 小示（示的儿子，又名代）

五世
- 元、元宗、太祖
- 祖、太宗
- 宗、大示
- 示、示
- 小、小示

### 商周文化之别
周文化对商文化有许多继承，但仍有很多差異。商代属于氏族封建社会，西周则属于宗法封建社会。王国维在《殷周制度论》中亦有“中国政治与文化之变革，莫剧于殷、周之际”之说。王晖教授的《商周文化比较研究》一书对两者进行了比较，张懋镕教授也写有专门的《商周文化比较研究》三篇，他们的部分观点较可取但也有部分观点已经过时。除此之外还有很多学者也进行了对比分析。目前来看总的来说有以下差别：
1、天神上帝崇拜与用词的差别：如商人的上帝是商人的最高神，同时也是自然神和祖先神；商王均被认为是天帝的后代，活着时只称“王”，先王死后到了天上则称“帝”；《商书·高宗肜日》中则说“罔非天胤，典祀无丰于昵”，是说先王都同属于帝喾的后代，因此在祭祀中对近亲的祭品不应过于丰厚，“天胤”（在商代可能写为“帝胤”）这一用词在中国历史上则为商代所特有。周人除了保留上帝主神的地位之外，还出现了天的敬仰与崇拜。周人认为周王为天之子，开始出现了“天子”这一称号，周王死后“配皇天”，明确的“天”、“天子”、“皇”等字词均在周代以后产生，商代则用“帝”直接代指“天”、“天帝”。
2、原始多神教与神道设教的差异：在商代的多神教体系中，最高神“天帝”只是一种自然而然的“天道”的体现，人们虽然希望它来保佑，但大部分事情并不指望它。卜辞中的“帝”类似于战国时期荀子所说“天行有常，不为尧存，不为桀亡”(《荀子•天论》)的“天”，虽高悬于人世之上却不食人间香火，作为自然规律而与世间的事务并没有多少关系。商代祭祀从来只祭祀祖先神和自然神，经常贞问“帝”却从不用祭品供奉“帝”。史前时代的古国中多“神守”之国，土地山川、日月星辰与死去的氏族首领均成为保卫民众的神灵，商人的鬼神信仰则与这些史前信仰无本质区别，尚无后世人为的政治控制与欺骗成分。周人依然尊奉商代的天神和祖先神，而且为适应宗法王权的需要，还大力进行创新和改造。周人拉近了原来被高悬一格、不食人间烟火的“帝”与人世的距离，创造出“帝廷”作为天帝的“办公”场所，周代的“帝”不仅“降懿德”，还能监视臣民的一言一行（《尚书·商书·高宗肜日》按《史记·殷本纪》所引原文只有“天监下”，而《尚书·周书·吕刑》则强调“天监下民”），以“帝”、“天”为主的神灵世界成为周代王权强有力的后盾，并确立了以“天命”为核心的统治观。在祭祀上，从周武王开始设立了“帝籍”以祭祀天帝，并用栗木建造土地神的神位来“使民战栗”。这些均为周代神道设教的体现，宗教由最初的原始性转变成专门为王权服务的工具，也为后世所效仿。殷人的“尚鬼”从本质上来说正是原始宗教和多神教的表现，商代的“天帝”仅表现为自然性；而周人则强化天帝的神性而相对削弱了商代的祖先神和自然神，其实有一神教化的趋势，自然相对没有那么“尚鬼”，并形成“人神杂糅”、“天人同位”的天人合一观。
3、宗法制与继承法的差异：商代长期实行兄终弟及制，商末虽有嫡庶之分但区分并不严格且并未确立长子继承制，无成熟的宗法制。明代学者王夫之认为“宗子之法，殷唯有小宗，而周立大宗”，意为商代仅有五世以内的亲缘关系，五世以上则自动分化出本族而“亲绝”、“可以通婚”，并没有周人的嫡长子百世相传而保持不变的“大宗”。直到殷末，商代的各个家族内部仍然流行兄终弟及制而并不实施嫡长子继承制，诸兄地位普遍较高而广受诸弟的祭祀，从西周早期开始诸兄地位下降，西周中期礼制改革后兄终弟及制和祭兄制度完全丧失社会基础。周代在商代继承制度上进行大力改造，使周人的宗法制达到十分完善严密的地步，周天子通过宗法以网络天下大大小小的宗族，并形成家国同构。商代对本族祖先和异族有功的人神都进行祭祀，而周代由于父系宗法制的形成和确立，形成了“非我族类，其心必异”的思想，以“神不歆非类，民不祀非族”为准则，并且把母系一支的先舅从祭祀系统中彻底清除出去。
4、分封制和政治组织的差异：商代是方国联盟制，商王为方国诸侯之长，其分封是氏族子弟自然分化而另外建氏封地。周代大封亲戚，执圭受土，屏藩周室，天子与诸侯形成新的君臣关系，天子由诸侯之长而为诸侯之君，等级制度比商代森严，阶级分化和中央集权加强，例如《左传·隐公元年》的“都城过百雉，国之害也。先王之制，大都不过参国之一，中五之一，小九之一”正是反映了西周以来中央对诸侯国城池规模的限制，而“普天之下，莫非王土；率土之滨，莫非王臣”（《诗经·小雅·北山》）则是对西周中期礼制改革之后的集权化的国家体制的描述，与夏商的方国联盟制度有很大不同。商代政治组织松散，人口流动性强，诸侯中常有人逃往他国。周人建立的国野制度是一种严密的政治组织，限制人口流动，实行“有亡荒阅”在全天下搜捕逃亡者，因此在《牧誓》中指责帝辛“乃惟四方之多罪逋逃，是崇是长，是信是使，是以为大夫卿士”。
5、商周婚制的差异：商人“三世亲疏，五世亲绝，六世则可通婚”，没有严格的同姓不婚制。周代奉行百世同姓不婚之制。
6、性别观与伦理自由度的差别：商代“牝鸡之晨”，商王后妃和女性官吏直接参与政治，甲骨文和金文中常见到女性小臣、女性史官，各个方国中也都有大量女官，女性担任许多部门的重要职务，不仅主持祭祀、经济管理、占卜，还直接率军出战。商代女性可以拥有个人属邑、作为诸侯和担任族长。商代女性可以单独受祭祀，从西周开始只有男性可以单独受祭祀而女性只能陪同配偶一同受祭。商代女性所持有的青铜礼器在等级规格上与男性一致，而从西周早期开始，女性已经不能染指乐器和高级礼器。周代“牝鸡无晨”，妇女比商代卑下，其从属的社会地位在周礼中有明确的规定，妇女被拒于政治生涯的大门之外。商代的婚恋自由度和性开放程度较高，周代在周礼影响下开始趋于伦理保守和礼教束缚，即使是《诗经》中婚恋较为自由的篇章也大多分布在殷遗民和东夷的故地。

## 社会性质的研究与争议
马克思在《〈政治经济学批判〉序言》中指出：“大体说来，亚细亚的、古代的、封建的和现代资产阶级的生产方式可以看作是经济的社会形态演进的几个时代。”一般认为，这里的“古代”通常指古希腊古罗马式的奴隶社会，而“亚细亚生产方式”被视为另一种生产方式，苏联历史学家在这基础上提出了（原始社会——奴隶社会——封建社会——资本主义社会——共产主义社会）的社会发展五阶段论，但“五段论”其实是违背马克思原意的。
由于商朝是中国信史时代的开端，关于殷商本身是否为奴隶社会，涉及到中国历史上是否经历过奴隶社会阶段的根本问题，成为有奴派和无奴派学者争论的焦点所在。在有奴派学者中，除少数人主张商朝为氏族社会或英雄时代外，其他人都认定商朝为奴隶社会。1999年社科院宋镇豪主编的《商代史》，亦遵循旧观念将商朝视为奴隶社会来研究它的社会结构各成分。
美国学者吉德炜较早指出了商朝并不是奴隶社会，认为商代文字中并没有“奴隶”的概念，也见不到买卖人口或赏赐人口的现象，人牲也不能被视为奴隶。日本学者岛邦男于遗稿《殷代非奴隶社会一证》中，通过甲骨文中对农业和畜牧业生产及祭祀等的记载，逐一论证反驳，认为商代从事社会生产的主体中并没有奴隶，直言不讳地批判了以郭沫若为代表的有奴派的观点，主张殷代的“众”为自由民，倾向于把商朝视为封建社会。中国大陆的学者胡厚宣亦很早就通过研究甲骨文注意到了商朝并不是奴隶社会。然而胡厚宣在文革时期出于政治原因又不得不发表文章重新把商朝视为奴隶社会。
以黃現璠和晁福林等为代表的无奴派学者指出，把商朝视为奴隶社会的看法是错误的，是受了五段论的影响而误以为奴隶社会是人类文明的必经阶段。中国古代的亚细亚生产方式自有自身的特点，长期以小农经济和血缘纽带为基础，而中国的商周时期并未经历类似于欧洲古典时代的农村公社在商品经济化下的解体，实际上很难发展成典型的奴隶社会。
商代人祭中使用的通常是敌族战俘，这些战俘并没有转化为奴隶。2013年以来唐际根的团队对1976年发掘的殷墟祭祀坑重新发掘，结合甲骨卜辞与科技考古，进一步否定了这些羌人是奴隶的说法，科技考古研究表明这些羌人战俘被俘虏后并没有在殷墟一带长期生活和劳动。。商代人殉与人牲界限模糊，人殉中也大量使用战俘（其中甚至有不少非中国本土人种），而人殉中也会使用死者的亲属、亲兵，亦包含少数自愿的情况，殉葬者有时也可能涉及到家庭奴隶，但通常不会是生产用的奴隶。被用于人祭的北羌战俘身体强壮而食量大，释放之则忧其再度扰边，收留之则供养不起，杀之以祭殉实乃生产力低下时的不得已之举。羌人的体质较其他民族更为强壮从而更不易被俘虏，而商代人祭却反而以羌人战俘为主，更加证明了商代并不是以抓人为目的发动战争，人祭的根源还是在于战俘难以被吸纳。即便战俘并未被用于人牲人殉，“奠”则是商王处置战败或臣服的国族的一种方式，被奠者往往维持原先的组织形态不变，要在被奠之地为商王耕作、畜牧而提供赋税，有时还要外出执行军事方面的任务，这其实属于封建社会的生产剥削方式；诸如“奠”之类的处置方式，关系到早期中国如何处置战俘以及战俘为何没有大量转化为奴隶的问题，需要联系“柔远能迩”等中国古代政治观念进行理解。商朝的人牲和人殉的主体并不是奴隶，因此不能反映当时是奴隶社会。随着农业社会发展，人牲和人殉这两种现象都会逐渐淡化。人牲的高峰也仅限于商代中期偏晚，此后商人的祭祀仪式流程逐渐简化并淡化人牲现象，商代后期晚段的人牲已较为罕见，周代尤其是东周以后逐渐更趋减少但也从未废除，甚至秦汉以后也存在杀俘祭庙的行为；而人殉现象则在中国古代的持续力度更强，虽然从战国时期到西汉时期官方开始尝试废止人殉，但边远地区和农村地区的地主用人殉葬的现象一直保持到明清甚至民国时期。这些现象主要与宗教思潮和社会思潮的变化相关，而与社会生产关系（奴隶制还是封建制）无直接关联。
《尚书·盘庚中》记载商王说“古我先后，既劳乃祖乃父，汝共作我畜民”，“畜民”的祖先是先王的有功之人，因而得到商王的称赞。范文澜、郭沫若等有奴派则将《商书》中的“畜民”望文生义地解释成民众贱如牲畜因而是能被随意杀戮的奴隶，而魏晋封建论的代表人物何兹全等人则指出，这里的“畜”是“养育”而并非“牲畜”之意，这些民众的祖先和盘庚的祖先曾经共同劳逸，盘庚祭祀祖先时也会使他们的祖先得到配享，便套用官话说你们都是我所养育的民众，而奴隶的祖先是没有资格和奴隶主的祖先一块享受陪祭的，因此“畜民”并不是奴隶。在无奴学派看来，殷墟甲骨文中提到的从事工商业和农业生产的“众”、“众人”都是作为自由民的平民，他们才是商代社会的主体。从殷墟墓葬结构来看，其中平民占商代人口的82%至87%，奴隶只占3%左右，首都地区尚且奴隶极少，下属方国只会更少；而古希腊在奴隶制的全盛时代，伊斋那两平方英里的面积内有47万奴隶，科林斯有46万奴隶却只有4万自由民，雅典则有40万奴隶而只有2万1千公民和1万外邦人，两者完全无可比性。商周时期实行井田制，这有殷墟甲骨文和《诗经》佐证。井田制下，土地不能自由买卖，农民通过“私田”获取自己的粮食，以助耕“公田”的形式被统治者剥削，并不是奴隶制的无偿掠夺。而牧野之战奴隶倒戈的说法同样是中国大陆的“殷商奴隶社会说”论者主观臆断出来的观点，凡是主张商朝不是奴隶社会的学者，无人赞成“奴隶倒戈”的说法。
朱凤瀚在《从生产方式看商周社会形态》中认为，西周是典型的类似于欧洲中世纪的封建社会，而商朝很显然并不是奴隶社会，但商朝是否为封建社会仍需存疑。商代存在分封制的雏形，但仍以方国联盟制为主。晁福林则将商朝定义为氏族封建社会，殷商时代的国家组织以氏族为基础，商代统治者也极为重视团结族众，社会生产以氏族为单位进行，在氏族公社遗留的前提下执行劳役地租的剥削方式，商代从本质上来说是基于租佃制的封建领主社会，既不是奴隶社会也不是农奴社会。张广志认为三代至春秋是村社封建社会。而沈长云则认为三代社会是以“族长役使制”为基础的部民社会，并不是以农奴制为基础的封建领主社会，提出“我们似亦不好把商周时期众人、庶人在公田上的劳作与农奴劳动等同起来。从实际情况看，商周时期众人、庶人的劳动尽管带有被剥削的性质，但仍是作为公社成员在祭祀共同祖先的名义下在公田上进行的，尚不能说已发展成了农奴性质的劳动。并且其时真正的土地私有制亦未产生，因而把平民在公田上提供的徭役劳动解释成所谓的劳动地租，亦是说不过去的。”胡钟达则认为，“奴隶社会”、“封建社会”和“东方社会”（亚细亚生产方式）都是广义上的封建社会，把古代社会划分为奴隶社会和封建社会的阶段本身就是不合理的。
此外，亦有学者认为，如若殷商王朝并非奴隶社会，并不等于中国同时期其他区域没有进入奴隶社会，也不等同于商代之前或之后没有经历奴隶社会。从三代到秦汉，奴隶制经历的是一个由小到大、由微到著的向上发展过程，而不是它的渐趋衰亡、残存。商代金文中只见赏赐货币而不见赏赐人口，而西周金文中大量赏赐和买卖人口的现象就表明其奴隶制经济有了进一步的发展，例如著名的西周的曶鼎就记载五个奴隶的价格只等于一匹马加一束丝，《周礼·地官·司徒·司市/掌节》记载“质人掌成市之货贿、人民、牛马、兵器、车辇、珍异。凡卖儥者质剂焉，大市以质，小市以剂。”，这里和牛马一起在市场买卖的“人民”就是奴隶。而到了秦汉时期，由于商周的农村公社已经瓦解，大量个体从公社中被剥离出来沦为债务奴隶，秦简和汉简中的有产之家都大量蓄奴，奴隶制经济其实比商周时期要更为发达，秦汉的中央集权和商品经济促进了奴隶制的发展，但当时的奴隶仍然不占人口的多数。中国古代的每一时期都存在少量奴隶，但却很难找出一个以奴隶为社会生产主体的时代，因此对奴隶社会与封建社会的界定始终争议不断。2015年，学者何驽结合考古资料，指出虽然三代并非奴隶社会，但龙山文化时期的石峁集团则是奴隶制国家。而在中国历史是否经历过奴隶社会阶段这一问题上，其基本语境主要是围绕夏商周三代的中原王朝展开的，但亦有学者着眼于中国境内其他民族（如彝族）的奴隶制，试图说明中国在古代乃至现代均有奴隶社会存在。
自王国维《殷周制度论》发表以来，不少学者过于强调殷、周的差异，而商代年代久远且史料匮乏，成熟的分封制又开始于西周，甚至有一些中国大陆的学者将“天”、“德”、“民本”等观念视作周人的专利，下意识标签化地认为商人是“神本”，周人是“民本”。中国大陆学术界内甚至因此产生了“商朝是奴隶社会，西周是封建社会”或者“商朝是氏族社会，西周是奴隶社会”这两种怪论。而“殷商奴隶社会说”又是各种奴隶社会阶段论中留下影响最大的，从而更难以认清商代社会形态的本质。而事实上殷商是一个以氏族为基础的社会，又有着浓厚的氏族民主制和军事民主制传统（例如商王很多并非终身任职而是活着逊位传给下一任，并可能存在氏族会议），统治者时刻不得不依托于族众的支持，清华简《商书》与传世《商书》（如《尚书·盘庚》）中并不乏各种重民思想，《商书》虽经后人润色加工却保留有殷墟卜辞语法甚至商代字形的特点。由于商代的社会主体是作为自由民的“众人”，殷墟卜辞中则有多处“不丧众”等内容，从卜辞和文献两个方面的分析都表明，商代的“丧”用如失去之义，犹后世所谓的丧失，而“丧”用如逃亡之义者为后出，卜辞里面的“丧众”当非指众逃亡。卜辞的“丧众”其义当谓失去众，实际上是指失去众的支持，这是商王关心他们在族众中的影响，故而占卜贞问他们是否“丧众”, 即是否失去族众的支持；卜辞中还记载商王通过御祭为众消除灾害，此外还有对“米众”的占卜，“米”通“敉”为安抚之意，这是商王对“众人”关怀和爱护的表示；这些都是商代民本思想的体现（亦有说法认为“不丧众”是贞问众人是否蒙受损失，但也与民本思想不悖）。而一些有奴派学者则对商代社会关系有较多认识上的误区，比如误以为商代的“众人”是被人身占有的奴隶或自由受限，甚至误认为甲骨文中存在屠杀“众人”作为祭品的个例，但目前的研究表明这些其实都是对卜辞的误读；而且卜辞中甚至有商王亲自参与众人的劳作并将所收获的粮食用以祭祀神祇的记载，假如“众”是被人身占有的奴隶，那么商王与奴隶在一起劳动并共同参加籍礼是难以想象的。“德”字的内涵在商代其实也并非仅限于符合神的意志，殷墟甲骨文中已有“德”字，过去多释读为“循”，《合集》766中有“辛卯卜，亘贞，父乙害。王占曰：父害，惟不德。”，这里的“德”的内涵与《尚书·盘庚中》的“然失于政，陈于兹，高后丕乃崇降罪疾”相近，意为商王如果行政有失（相当于卜辞中的“不德”），使族众受苦，先王的鬼魂就会给自己降下灾祸。西周初年周公提倡“明德慎罚”，但按《尚书·多士》和《尚书·多方》周公却说是“自成汤咸至于帝乙，罔不明德恤祀”、“以至于帝乙，罔不明德慎罚”，周公所知商代史事来自于商代的典册档案，即商代的竹简帛书记载商王皆有“明德慎罚”事迹，除了对亡国的帝辛进行笼统的批评外，周人也认为“德”并非周族发明，而是继承和发扬商代贤王治国传统。
而对殷商是否为真正意义上的“神本位”时代，部分学者也进行了反思，他们认为尽管宗教在商代政治生活中扮演着重要角色但从未能独立发挥作用，殷人的宗教思想大多是原始性的而并非以愚民和政治控制为目的，远远没有发展到神权政治的程度。甲骨文只是占卜的专用记录，并不足以涵盖殷商文化的全部面貌，而且即便是占卜作为古人揣测天意的手段，本身也需要观察自然的征兆和人民的情绪，有着由民情而观天意的内涵。勤于政事而为民立功、重用贤才并信用旧人、施惠于民且体恤下情、恪遵祖制、注重君德与灾异都是商代政治观念的重要层面，这些并不必然依附于神权政治，而从卜辞和传世文献均可以看出殷人普遍认为祖先神和自然神降下灾祸是由国君不修政德造成的；在殷人看来，灾异徵兆不过是一种借口，纠正施政的不足才是问题重心，而在真正的神权政治下，一旦发生严重的自然灾害而君主束手无策时，往往会受到严厉的惩罚而不会给他提供改过自新的机会；在诸子百家中，与殷商文化关系密切的墨家和黄老道家都具有鬼神信仰和宗教色彩，但它的学说总是落实在现实中；而美国学者菲利普·李·拉尔夫、爱德华·伯恩斯等人也认为，“没有证据表明商代的宗教在本质上说是精神的或伦理的，而是如同苏美尔人和巴比伦人的宗教一样，其目的是祈求人类的繁荣昌盛”，他们在肯定商代存在重大祀典、祖先神崇拜发达的前提下从来不承认商代属于神权政治，而是认为其更类似于虽重视鬼神但还是依靠法典和现实主义来治国的古代两河流域。从甲骨文和金文来看商代并不存在一个绝对的至上神，“上帝”、“天”在卜辞中只是“不为尧存，不为桀亡”的自然规律而不直接干预人间事务，正如同殷人只祭祀祖先神和自然神而对天帝是只贞问并不祭祀的态度，如果只看甲骨文和金文而不相信传世文献，显然商代并不存在“天命”一词；但如果根据传世文献认定商代存在“天命”，那么传世文献如《仲虺之诰》的逸文、《诗经·商颂·殷武》和清华简《厚父》（《厚父》有明显的宋国文化因素，属于《商书》）都认为天命是可以变更的；“殷人笃信天命不变说”作为商代神权政治说的重要依据，却有着选择性使用史料的嫌疑；而晁福林等学者则认为《商书》中的“天命”只是“祖宗之命（祖先神能弃绝人们的生命，也能赐予人们生命）”， 而并非后世概念中决定朝代兴亡的“天命”，只是在文献传抄过程中依据后世的语法写成了“天命”。在商代，不仅祖先神和自然神被称为“帝臣”，人间的贤人也被称为“帝臣”；帝臣这层内涵的发现，有着很重要的思想史意义，它表明商代人虽然重视神灵的作用，但是他们在神灵面前，并非无能为力，而是通过他们认为的“帝臣”—人间贤人—来影响帝，从而为神灵观念中注入了人文主义的因素，从某种程度上反映了人类理性在早期的觉醒。以单线进化论为基础的商代神权政治论在很大程度上是一种一厢情愿的推测，宗教神学并不是商代意识形态的重心，因此持续近一个世纪的商代神权政治论是难以成立的。由于中国大陆长期流行社会形态演进的单线进化论，不少人将殷商生搬硬套成了残暴的奴隶制神权帝国，从而违背了历史真相。

## 君主年表
《太平御览》卷八十三中对商代各王的在位年数都有记载，但其引用的书籍不一定都可信且部分与其他传世文献的记载有矛盾。據先秦文獻及甲骨文和金文资料，相对可靠的商王在位年有湯13年、外丙2年、仲壬4年、太甲12年、祖乙75年、仲丁11年、武丁59年、祖甲33年、武乙35年以上、文丁11年以上、帝乙22年以上、帝辛25年以上。
- 商湯　「成湯方即世崩沒之時，為天子用事十三年矣。」（《漢書‧律曆志》）
- 外丙　「外丙二年。」（《孟子‧萬章上》，《史記》同。）
- 仲壬　「仲壬四年。」（《孟子‧萬章上》，《史記》同。）
- 太丁   ？
- 太甲　「太甲惟得十二年。」（《史記‧魯周公世家》索隱引《紀年》）
- 沃丁  商昭王 ？
- 太庚   ？
- 祖乙　「肆中宗之享國，七十有五年。」（《書‧無逸》）
- 仲丁　「帝仲丁在位十一年。」（《御覽》八十三引《紀年》）
- 武丁　「肆高宗之享國五十有九年。」（《尚書‧無逸》）
- 祖甲　「肆祖甲之享國三十有三年。」（《書‧無逸》）
- 武乙　「武乙三十五年，周王季伐西落鬼戎，俘其二十翟王。」（《後漢書‧西羌傳》注引《紀年》）
- 文丁　「太丁十一年，周伐翳徒戎。」（《後漢書‧西羌傳》注引《紀年》、《通鑑外紀》卷二引《紀年》）
- 帝乙　「隹王廿祀。」「隹王廿〔祀〕」（董作賓《殷曆譜》引《續殷文存》1.25.9、2.1.3）「王廿祀彡日上甲。」（董作賓《殷曆譜》引《殷契卜辭》）「乙未，王宾文武帝乙肜日，……在五月。唯王廿祀又二」(《版方鼎》，《商周》[5]2377)
- 帝辛　「隹王廿祀翌又五。」（董作賓《殷曆譜》引《殷文存》）

### 商代王制假说
张光直假说：商代政權由子姓王族所掌握，王族分為兩組，一組謚稱以甲乙為主，一組謚稱以丁為主，兩組互相通婚，輪流繼位執政。王位多傳於另一組的下輩，有時也傳於同組內的同輩。王位以此互傳的方式，從而在兩組之間祖孫隔代繼承。據卜辭研究，商王室父叔舅皆稱父，子甥侄皆稱子。親堂表兄弟皆稱兄弟，所謂父死子繼，實質為舅死甥繼，王位傳於另一組。至於兄終弟及，王位保留在一組，似為特殊安排。
學者相信，商王族分為分甲乙丙丁等十個祭儀群，這些祭儀群是政治單位，也是互相通婚的單位，地位與政治力量各有高低，其中以甲乙丁三者勢力最大。十群彼此結合，歸屬兩大組，以甲乙為主的一組包括戊己，以丁為主的一組包括丙，可能也包括壬癸；庚辛不明。王位不得在同一群中相傳，必須在各群之間傳遞（傳於另一組或同組內的另一群），而且傳於同組中只能由同輩繼位，傳入另一組才能由晚一輩承繼。君主由王族/貴族會議輔政，A組領袖為王，B組領袖則為其副手，王位傳承由會議選定，中間可能涉及權力鬥爭甚至流血政變，母族的地位也可能是一有力因素。各群間互相通婚，似乎有理想的婚配組合（如辛娶壬、癸娶甲），卻不見得有嚴密的成規。

#### 父子相传说
殷商世袭绝大部分父传子。祖乙，祖辛之父。祖辛，祖丁之父。均属于父传子。
- 祖乙，乙之祖父，庙号为壬。
- 祖辛，辛之祖父，庙号为戊。
- 祖丁，丁之祖父，庙号为甲。

殷商一直都是父子相传。壬→戊→甲→庚→丙
- 壬，又名中宗，且乙
- 戊，成、喾、太乙
- 甲，太庚，夏朝建立
- 庚，般庚，殷朝建立
- 丙，商朝建立

| 先商时期（约前21世纪─约前17世纪）                                                              | 先商时期（约前21世纪─约前17世纪） | 先商时期（约前21世纪─约前17世纪）                                               | 先商时期（约前21世纪─约前17世纪）                                                                                                 | 先商时期（约前21世纪─约前17世纪）           | 先商时期（约前21世纪─约前17世纪） | 先商时期（约前21世纪─约前17世纪）                              | 先商时期（约前21世纪─约前17世纪） | 先商时期（约前21世纪─约前17世纪） |
| 谥号 *殷墟甲骨 *传世文献                                                                       | 庙号或尊号 *殷墟甲骨 *传世文献 | 传世文献见私名或祭名                                                            | 出土甲骨见私名、祭名或庙号 | 在位时期 *《竹書紀年》 *（夏商周断代工程）  | 在位年数                          | 配偶名                                                         | 都城                              |                                   |
| ---------------------------------------------------------------------------------------------- | --- | ------------------------------------------------------------------------------- | --- | ------------------------------------------- | --------------------------------- | -------------------------------------------------------------- | --------------------------------- | --------------------------------- |
| —                                                                                              | 高且夒？（高祖夒？）、夒高且？（夒高祖？）、高且？（高祖？） —                                                                                   | 嚳 夋、俊、俈、高辛氏                                                           | 夒 | （不详）                                    | （不详）                          | 簡狄、娥？                                                     | 帝丘                              |                                   |
| —                                                                                              | 高且夒？（高祖夒？）、夒高且？（夒高祖？）、高且？（高祖？） —                                                                                   | 嚳 夋、俊、俈、高辛氏                                                           | 夒 | （不详）                                    | （不详）                          | 簡狄、娥？                                                     | 商                                |                                   |
| — 玄王、素王？                                                                                 | — | 契 卨                                                                           | （未见） | （不详）                                    | （不详）                          | （不详）                                                       |                                   |                                   |
| —                                                                                              | — | 昭明                                                                            | （未见） | （不详）                                    |                                   | （不详）                                                       | 砥石                              |                                   |
| —                                                                                              | — | 相土                                                                            | （未见） | 相时期？                                    | （不详）                          | （不详）                                                       | 商                                |                                   |
| —                                                                                              | — | 昌若                                                                            | （未见） | （不详）                                    | （不详）                          | （不详）                                                       | 商                                |                                   |
| —                                                                                              | — | 曹圉 圉、根圉                                                                   | （未见） | （不详）                                    | （不详）                          | （不详）                                                       | 商                                |                                   |
| —                                                                                              | — | 冥 季                                                                           | 季 | 少康时期？─杼十三年                         | （不详）                          | （不详）                                                       | 商                                |                                   |
| —                                                                                              | 高且亥（高祖亥）、高且王亥（高祖王亥） — | 王亥 亥、振、垓、核、该、胲、永、泳                                             | 亥 | 杼十三年辛巳─泄十二年                       | （不详）                          | 王亥妾？[佚206.2]                                              | 殷                                |                                   |
| —                                                                                              | — | 王恆 恒                                                                         | 亙 | 泄十二年壬午？─泄十六年？                   | （不详）                          | （不详）                                                       | 殷                                |                                   |
| —                                                                                              | — | 上甲微 昏微                                                                     | 上甲（合字） | 泄十六年丙戌？─？                           | （不详）                          | 妣甲？[前 1.38.5]                                              | 邺                                |                                   |
| —                                                                                              | — | 報乙                                                                            | 匚乙（合字） | （不详）                                    | （不详）                          | 三匚母                                                         | 商                                |                                   |
| —                                                                                              | — | 報丙                                                                            | 匚丙（合字） | （不详）                                    | （不详）                          | 三匚母                                                         | 商                                |                                   |
| —                                                                                              | — | 報丁                                                                            | 匚丁（合字） | （不详）                                    | （不详）                          | 三匚母                                                         | 商                                |                                   |
| —                                                                                              | — | 主壬                                                                            | 示壬 | （不详）                                    | （不详）                          | 妣庚                                                           | 商                                |                                   |
| —                                                                                              | — | 主癸                                                                            | 示癸 | ？─桀十五年                                 | ？─桀十五年                       | 妣甲、扶都                                                     | 商                                |                                   |
| — 武王 文武帝乙                                                                                | 高且乙（高祖乙）、唐宗？[合集1339]、大乙宗[合集33058] 高祖、高成汤                                                                               | 大乙履 汤、天乙、太乙、帝乙、乙、成、唐、成汤、商汤、武汤、天乙汤、啺           | 大乙（合字）、唐、成、武唐、上乙？[合集1270] 成唐                                                                                 | 桀十五年丙午─桀三十一年                     | 18载 （29载）                     | 妣丙（高妣丙）、有莘氏                                         | 商                                |                                   |
| — 武王 文武帝乙                                                                                | 高且乙（高祖乙）、唐宗？[合集1339]、大乙宗[合集33058] 高祖、高成汤                                                                               | 大乙履 汤、天乙、太乙、帝乙、乙、成、唐、成汤、商汤、武汤、天乙汤、啺           | 大乙（合字）、唐、成、武唐、上乙？[合集1270] 成唐                                                                                 | 桀十五年丙午─桀三十一年                     | 18载 （29载）                     | 妣丙（高妣丙）、有莘氏                                         | 亳                                |                                   |
| 早商时期（约前17世纪─约前14世纪）                                                              | |                                                                                 | |                                             |                                   |                                                                |                                   |                                   |
| — 武王 文武帝乙                                                                                | 高且乙（高祖乙）、唐宗？[合集1339]、大乙宗[合集33058] 高祖、高成汤                                                                               | 大乙履 汤、天乙、太乙、帝乙、乙、成、唐、成汤、商汤、武汤、天乙汤、啺           | 大乙（合字）、唐、成、武唐、上乙？[合集1270] 成唐                                                                                 | 前1558年癸亥─前1546年                       | 12载 （29载）                     | 妣丙（高妣丙）、有莘氏                                         | 亳                                |                                   |
| —                                                                                              | — | 太丁 大丁、太子丁                                                               | 大丁 | （立为太子、未即位）                        | （立为太子、未即位）              | 妣戊                                                           | 亳                                |                                   |
| —                                                                                              | — | 外丙勝 外壬？                                                                   | 卜丙（合字）、卜丙 | 前1546年己亥─前1544年                       | 2载                               | 妣甲（卜丙母）                                                 | 亳                                |                                   |
| —                                                                                              | — | 仲壬庸 中壬                                                                     | （未见） 燕壬？、工壬？、其壬？、南壬？                                                                                           | 前1544年丁丑─前1540年                       | 4载                               | （不详）                                                       | 亳                                |                                   |
| — 明王                                                                                         | — 太宗 | 太甲至                                                                          | 大甲 | 前1540年辛巳─前1528年                       | （12载）                          | 妣辛                                                           | 亳                                |                                   |
| —                                                                                              | 伊司？ — | 伊尹摯 伊、伊示、祖伊尹、阿衡                                                   | 伊尹、伊、尹 | （摄政、一说篡位）                          | （摄政、一说篡位）                | 伊奭？                                                         | 亳                                |                                   |
| — 明王                                                                                         | — 太宗 | 太甲至                                                                          | 大甲 | 前1540年辛巳─前1528年                       | （12载）                          | 妣辛                                                           | 亳                                |                                   |
| —                                                                                              | — | 沃丁絢                                                                          | （未见） 羌丁？（羊丁？）、虎且丁（虎祖丁？）[前 3.2.071]:56                                                                      | 前1528年癸巳─前16世纪\|前1509年             | 19载                              | （不详）                                                       | 亳                                |                                   |
| —                                                                                              | — | 大庚辯 太庚、小庚                                                               | 大庚 | 前1509年壬子─前1504年                       | 5载                               | 妣壬                                                           | 亳                                |                                   |
| —                                                                                              | — | 小甲高                                                                          | 小甲（合字）、小甲 | 前1504年丁巳─前1487年                       | 17载                              | 妣辛？                                                         | 亳                                |                                   |
| —                                                                                              | — 中宗、太宗 | 太戊密 大戊                                                                     | 大戊 | 前1487年甲戌─前1413年                       | 75载                              | 妣壬                                                           | 亳                                |                                   |
| —                                                                                              | — | 雍己伷                                                                          | 雍己（合字） | 前1412年己丑─前1401年                       | 12载                              | （不详）                                                       | 亳                                |                                   |
| —                                                                                              | 中丁宗、中宗祖丁？[屯南2281] — | 中丁莊 仲丁                                                                     | 中丁、三且丁（三祖丁） | 前1400年辛丑─前1391年                       | 9载                               | 妣己、妣癸                                                     | 嚣                                |                                   |
| —                                                                                              | — | 外壬發                                                                          | 卜壬 | 前1391年庚戌─前1381年                       | 10载                              | 妣甲？                                                         | 嚣                                |                                   |
| —                                                                                              | — | 河亶甲整 整甲                                                                   | 戔甲 | 前1381年庚申─前1372年                       | 9载                               | 妣庚？                                                         | 相                                |                                   |
| —                                                                                              | 且乙宗（祖乙宗）[合集32360][合集33006][合集33108]、中宗且乙（中宗祖乙）[合集26991][合集27239]、中宗？[屯南2281]、高且乙？（高祖乙？） “殷王中宗” | 祖乙滕                                                                          | 且乙（祖乙）、下乙 | 前1372年己巳─前1353年                       | 19载                              | 妣己、妣庚                                                     | 庇                                |                                   |
| —                                                                                              | 且辛宗（祖辛宗） — | 祖辛旦                                                                          | 且辛（祖辛） | 前1353年戊子─前1339年                       | 14载                              | 妣甲、妣庚？、妣壬？                                           | 庇                                |                                   |
| —                                                                                              | — | 沃甲踰 開甲                                                                     | 羌甲（羊甲） | 前1339年壬寅─前1334年                       | 5载                               | 妣庚                                                           | 庇                                |                                   |
| —                                                                                              | 中宗且丁？（中宗祖丁？）[屯南2281] — | 祖丁新                                                                          | 且丁（祖丁）、四且丁（四祖丁）、小丁                                                                                              | 前1334年丁未─前1325年                       | 9载                               | 妣甲、妣乙、妣己、妣庚、妣癸                                   | 庇                                |                                   |
| —                                                                                              | — | 南庚更                                                                          | 南庚、王更 | 前1325年丙辰─前1319年                       | 6载                               | （不详）                                                       | 庇                                |                                   |
| —                                                                                              | — | 南庚更                                                                          | 南庚、王更 | 前1325年丙辰─前1319年                       | 6载                               | （不详）                                                       | 奄                                |                                   |
| —                                                                                              | — | 阳甲和 和甲                                                                     | 阳甲、父甲、兔甲、彖甲、（彖口）甲、象甲、虎甲                                                                                    | 前1319年壬戌─前1315年                       | 4载                               | （不详）                                                       |                                   |                                   |
| —                                                                                              | — | 盘庚旬 般庚？                                                                   | 般庚、般庚（合字）、凡庚、父庚、且庚（祖庚）、三且庚（三祖庚）                                                                    | 前1315年丙寅─前1301年                       | 14载 （28载）                     | （不详）                                                       |                                   |                                   |
| 晚商时期（约前14世纪─约前11世纪）                                                              | |                                                                                 | |                                             |                                   |                                                                |                                   |                                   |
| —                                                                                              | — | 盘庚旬 般庚？                                                                   | 般庚、般庚（合字）、凡庚、父庚、且庚（祖庚）、三且庚（三祖庚）                                                                    | 前1301年庚辰─前1287年                       | 14载 （28载）                     | （不详）                                                       | 殷                                |                                   |
| —                                                                                              | — | 小辛頌                                                                          | 小辛、父辛、王颂（王讼）、颂王（讼王）                                                                                            | 前1287年甲午─前1284年                       | 3载                               | （不详）                                                       | 殷                                |                                   |
| —                                                                                              | — | 小乙斂 㳄                                                                       | 小乙、父乙、父小乙、父乙帝[乙956]、且乙（祖乙）、小且乙（小祖乙）、亚且乙（亚祖乙）、后且乙（后祖乙）、入乙（内乙）、敛王、父乙敛 | 前1284年丁酉─前1274年                       | 10载                              | 妣庚                                                           | 殷                                |                                   |
| —                                                                                              | 丁宗、武丁宗、文丁宗、高宗武丁 高宗 | 武丁昭                                                                          | 武丁、父丁、帝丁[粹376]、且丁（祖丁）                                                                                             | 前1274年丁未─前1215年 （前1190年─前1132年） | 59载                              | 妣辛（婦好、母辛）、妣癸、妣戊（婦妌、妣戊妌）、妣庚？、母丁？ | 殷                                |                                   |
| —                                                                                              | — | 祖己 孝己、子渔？                                                               | 且己（祖己）、小王、兄己、父己、小王父己                                                                                          | （立为太子、未即位）                        | （立为太子、未即位）              | （不详）                                                       | 殷                                |                                   |
| —                                                                                              | — | 祖庚曜 躍                                                                       | 且庚（祖庚）、兄庚、父庚 | 前1215年丙午─前1204年                       | 11载                              | （不详）                                                       | 殷                                |                                   |
| —                                                                                              | 且甲旧宗（祖甲旧宗） — | 祖甲載                                                                          | 且甲（祖甲）、帝甲[粹259][库1772][戩 5.13][续 2.18.9][后 上4.16]                                                                  | 前1204年丁巳─前1171年                       | 33载                              | 妣戊、妣己？                                                   | 殷                                |                                   |
| —                                                                                              | — | 廩辛先 馮辛                                                                     | （未见） 三且辛？（三祖辛？）、且丁？（祖丁？）、兄辛？、父辛？[屯南2281]                                                         | 前1171年庚寅─前1167年                       | 4载                               | （不详）                                                       | 殷                                |                                   |
| —                                                                                              | 康且丁宗（康祖丁宗） — | 庚丁囂                                                                          | 康丁、康且丁（康祖丁）、康、父丁、帝丁[南辅62]、王囂（王兑）                                                                      | 前1167年甲午─前1159年                       | 8载                               | 妣辛                                                           | 殷                                |                                   |
| —                                                                                              | 武乙宗、武且乙（武祖乙）、武且乙宗（武祖乙宗） —                                                                                                 | 武乙瞿                                                                          | 武乙、父乙 | 前1159年壬寅─前1124年 （前1147年─前1113年） | 35载                              | 妣戊？、妣癸？                                                 | 殷                                |                                   |
| 文武帝[簠143][续 2.71][前 1.22.2][前 4.17.4][粹3621] —                                         | 文武丁宗、文武宗、文武帝？[合集36149] — | 文丁托 太丁                                                                     | 文武丁 | 前1124年丁丑─前1111年 （前1172年─前1162年） | 13载                              | 妣癸？                                                         | 殷                                |                                   |
| —                                                                                              | — | 帝乙羨                                                                          | （未见） 父乙？、文武帝乙？:421—422                                                                                               | 前1111年庚寅─前1102年 （前1101年─前1096年） | 21载                              | （不详）                                                       | 殷                                |                                   |
| — 纣王                                                                                         | — | 帝辛受 纣、辛、受德、受辛、商王受、殷王受、纣王、商纣、商纣王、商王纣、商王帝辛 | （未见） | 前1102年己亥─前1050年 （前1075年─前1046年） | 30载                              | 妲己                                                           | 殷                                |                                   |
| — 纣王                                                                                         | — | 帝辛受 纣、辛、受德、受辛、商王受、殷王受、纣王、商纣、商纣王、商王纣、商王帝辛 | （未见） | 前1102年己亥─前1050年 （前1075年─前1046年） | 30载                              | 妲己                                                           | 朝歌                              |                                   |
| —                                                                                              | — | 武庚 禄父                                                                       | （未见） |                                             |                                   | （不详）                                                       | 殷                                |                                   |
| 【注】结合古今本《竹書紀年》体系推算，由于年代久远，记录匮乏，各家推算不一，本表年代仅供参考。 | |                                                                                 | |                                             |                                   |                                                                |                                   |                                   |

| 庙号 *殷墟甲骨                                                                                   | 传世文献见名 | 出土甲骨见名 | 配偶名                 |
| ------------------------------------------------------------------------------------------------ | ------------ | ------------ | ---------------------- |
| 高且河？（高祖河？）[合集32028]、河高且？（河高祖？）、河□高且？（河□高祖？）、河宗？[合集13532] | 河伯氏？     | 河           | 河母、河妾？[后 上6.3] |
| 岳宗？[合集30298]                                                                                | （未见）     | 岳           | （不详）               |
| —                                                                                                | （未见）     | 土           | （不详）               |
| —                                                                                                | （未见）     | 炘           | （不详）               |
| —                                                                                                | （未见）     | 𠣬           | （不详）               |
| —                                                                                                | （未见）     | 娥           | （不详）               |
| —                                                                                                | 昏 昏微      | （未见）     | （不详）               |

## 卜文辞书
- 铁《鐵雲藏龜》，刘鹗，1903年
- 前《殷虛書契前編》，罗振玉
- 菁《殷虛書契菁華》，罗振玉
- 余《鐵雲藏龜之餘》，罗振玉
- 后《殷虛書契後编》，罗振玉
- 明《殷虛卜辭》，明义士
- 戩《戩壽堂所藏殷虛文字》，姬佛陀
- 林《龜甲獸骨文字》，林泰辅
- 簠《簠室殷契徵文》，王襄
- 拾《鐵雲藏龜拾遺》，叶玉森
- 写《新獲卜辭寫本》，董作賓
- 福《福氏所藏甲骨文字》，商承祚
- 卜《殷契卜辭》，容庚
- 通《卜辭通纂》，郭沫若
- 续《殷虛書契續編》，罗振玉
- 佚《殷契佚存》，商承祚
- 粹《殷虛粹編》，郭沫若
- 六《甲骨六錄》，胡厚宣
- 龟《龜卜》，金祖同
- 甲《小屯·殷虛文字甲編》，董作宾
- 乙《小屯·殷虛文字乙編》，董作宾
- 丙《小屯·殷虛文字丙編》，张秉权
- 缀《甲骨綴合編》，曾毅公
- 合《殷虛文字綴合》，郭若愚等
- 合集《甲骨文合集》，郭沫若、胡厚宣等
- 屯南《小屯南地甲骨》，中国社会科学院考古研究所

## 註解
1. ↑  史學家董作賓依曆法推算，商朝立國的時間應為前1555年至前1046年。夏商周斷代工程认为商朝取代夏朝的時間为前1600年，前1046年1月20日被周武王所灭。晚清官方审定的《中国历史教科书》采用汉代史学家刘歆的说法，认为商朝立国的时间为前1766年至前1122年。[參⁠ 1]
2. ↑  一说小辛迁殷。
3. ↑  周天子分封其後嗣微子啟于宋延续至前3世纪
4. ↑  详见“国号”一节。
5. ↑  據《中國傳統「族群觀」與先秦文獻「族」字使用淺析》一文指出，在尚書為代表的周代以前的文獻中，「夏」並不是代表中原文明人群的泛指，而「夷」字也未成為「蠻夷」的泛指，當時並沒有「夷夏之辨」。而周代的「夷夏之辨」是根據文化傳統把「天下」的人群分做兩大類的區分，而不是一個「多種類」（如甲族、乙族、丙族等）平行並存的分類框架，以中原地區為文化中心來看，周代「夷夏之辨」表現的僅僅是「教化之內」和「教化之外」的區別，並不是什麼依據血緣、體質、語言的差別而固定不變的「民族」差別，從不用「族」字来稱呼夏、商、周、秦、楚等人群。
6. ↑  繁：，简：，拼音：，注音：，音同「挠」。
7. ↑  繁：，简：，拼音：，注音：，音同「库」。[參⁠ 3]:704
8. ↑  繁：，简：，拼音：，注音：，音同「卸」，一作“偰”。[參⁠ 3]:537
9. ↑  “契兴于唐、虞、大禹之际”。[參⁠ 4]
10. ↑  “帝舜乃命契曰：‘百姓不亲，五品不训，汝为司徒而敬敷五教，五教在宽。’”[參⁠ 4]
11. ↑  “契长而佐禹治水有功。”[參⁠ 4]
12. ↑  一作“番”[參⁠ 2]:71。一说“蕃”即“亳”。[參⁠ 5]:16—17
13. ↑  一作“泜石”。[參⁠ 5]:17—18
14. ↑  “相土作乘马”。[參⁠ 7]
15. ↑  “相土烈烈，海外有截”。[參⁠ 8]
16. ↑  “相土之东都。”[參⁠ 9]
17. ↑  “冥勤其官而水死”[參⁠ 10]；“帝少康……三年……十一月。使商侯冥治河”[參⁠ 11]；“帝杼……十三年。商侯冥死于河。”[參⁠ 11]
18. ↑  “殷人禘喾而郊冥，祖契而宗汤”。[參⁠ 12]
19. ↑  一作。[參⁠ 15]:31
20. ↑  “五十牛于王亥”。[合集 14725]
21. ↑  “王亥托于有易、河伯仆牛”。[參⁠ 16]
22. ↑  一作。[參⁠ 11]
23. ↑  “有易之君绵臣杀而放之”。[參⁠ 17]
24. ↑  “丧羊于易”[參⁠ 18]、“丧牛于易”。[參⁠ 19]
25. ↑  “微假师于河伯以伐有易，灭之，遂杀其君绵臣也。”[參⁠ 17]
26. ↑  “昏微遵迹，有狄不宁。何繁鸟萃棘，负子肆情？眩弟并淫，危害厥兄。何变化以作诈，后嗣而逢长？”[參⁠ 13]
27. ↑  繁：，简：，拼音：，注音：，音同「方」，异体字：“囗”。
28. ↑  另作“網收三面”，指收起三面的網。
29. ↑  “接天下之政，治天下之民。”[參⁠ 22]
30. ↑  相传今河南商丘宁陵县。[參⁠ 24]
31. ↑  另作“景亳之会”、“景亳会盟”。
32. ↑  今豫北。
33. ↑  相传今河南濮阳范县。
34. ↑  相传今河南许昌。
35. ↑  统称“三蘖”。[參⁠ 8]
36. ↑  “汤有七名而九征。”[參⁠ 17]
37. ↑  “凡二十七征，而德施于诸侯。”[參⁠ 28]
38. ↑  另有“九征”说[註⁠ 36]和“二十七征”说[註⁠ 37]。
39. ↑  一说今河南省中部，一说今山西省运城市安邑。
40. ↑  一作“鬲山”，相传今安徽黄山徽州区鬲山。
41. ↑  相传今安徽省巢湖市居巢区。
42. ↑  “汤既胜夏，欲迁其社，不可，作《夏社》。伊尹报。”[參⁠ 4]
43. ↑  “汤归自夏，至于大坰，仲虺作诰。”[參⁠ 29]
44. ↑  “迁九鼎于亳，至大坰，而有惭德。”[參⁠ 30]
45. ↑  “汤武革命，顺乎天而应乎人。”[參⁠ 31]
46. ↑  “汤五祀。”[參⁠ 32]
47. ↑  “五祀：一曰岁，二曰月，三曰日，四曰星辰，五曰历数”[參⁠ 33]；“八政：一曰食，二曰货，三曰祀，四曰司空，五曰司徒，六曰司寇，七日宾，八曰师。”[參⁠ 33]
48. ↑  一说七年。
49. ↑  丁山等学者从此论。
50. ↑  其中《古本竹书纪年》还称太甲潜出自桐，杀伊尹，王国维等认为未有其事，是战国时人认为伊尹篡位后则不会轻易还政于太甲所以编造出太甲弑伊尹的故事。
51. ↑  古今本《竹书纪年》讹为“小庚”。
52. ↑  文献记载此时伊尹已过百岁，先后辅佐汤、太丁、外丙、仲壬、太甲、沃丁六位先王，让现代学者难以置信。认为“伊尹”是官名，而“阿衡”是辅佐成汤的其中一位伊尹。卜辞所见“黄尹”、文献所见“保衡”又是放太甲于桐的另一位伊尹。
53. ↑  “帝小甲，太庚弟”[參⁠ 34]
54. ↑  《史记·殷本纪》、古今本《竹书纪年》等多从此说。另有《史记·三代世表》称小甲为太庚之弟一说[註⁠ 53]。学者多认为有误。
55. ↑  “帝小甲，太庚弟。殷道衰，诸侯或不至”
56. ↑  即兵车，夏称“钩车”、周称“元戎”，在军队前方突围的战车。
57. ↑  “肆中宗之享国七十有五年。”[參⁠ 36]；“中宗在位七十五年。”[參⁠ 37]；“七十五年陟。”[參⁠ 11]
58. ↑  “殷复兴，诸侯归之，故称中宗。”[參⁠ 4]
59. ↑  “祖乙之世，商道复兴，庙为中宗。”[參⁠ 11]；“祖乙胜即位，是为中宗。”[參⁠ 38]
60. 1 2  卜辞未见对太戊庙号的记载，但有祖乙庙号为“中宗”[屯南 2281]、“中宗祖乙”[合集 26991][合集 27239]、“祖乙宗”[合集 32360][合集 33006][合集 33108]。一些传世文献称太戊为“中宗”[註⁠ 58]或“太宗”，一些文献称祖乙为“中宗”[註⁠ 59]。
61. ↑  《竹书纪年》作“仲丁”。
62. ↑  一说今河南省内黄县、一说今河南省安阳市。
63. ↑  一作“大彭”。
64. ↑  “河亶甲崩，子帝祖乙立。”[參⁠ 4]
65. ↑  《史记·殷本纪》称祖乙为河亶甲之子[註⁠ 64]。王国维、丁山等现代学者认为有误。
66. ↑  《古本竹书纪年》载祖乙迁庇，《史记·殷本纪》说他迁至邢，《今本竹书纪年》云其迁于耿，又从耿迁于庇。三者可能是同一都邑。
67. ↑  “汤、太甲、祖乙、武丁，天下之盛君也。”[參⁠ 39]
68. ↑  一说沃甲为祖辛之子。因初期週祭以直系先王祭祀，并以拟定的一世一直系先王的原则为根据，则沃甲当为祖辛之子而非祖辛之弟。但一世一系的论点未必正确。[參⁠ 2]:92
69. ↑  祖辛有子祖丁称王，沃甲有子南庚为王，出现了商代中期的一世二系的现象，祖辛、沃甲兄弟二人同为直系先王。但因祖辛有孙继位为王，而沃甲未有，所以在后期祭礼严密的黄祖卜辞中，沃甲以旁系先王祭祀。
70. ↑  一说三十二年。[參⁠ 37]
71. ↑  一说今山东省济宁市曲阜市。
72. ↑  上古时有很多名为“丹”的地方，其中以尧子丹朱的封地最古，相传在今河南省西部丹江流域，距离奄都较近。[參⁠ 2]:93
73. ↑  一说十七年。[參⁠ 37]
74. ↑  或作“九世之乱”，指商代中期的中丁、外壬、河亶甲、祖乙、祖辛、沃甲、祖丁、南庚、阳甲九位先王。
75. ↑  “自中丁以来，废嫡而更立诸弟子，弟子或争相代立，比九世乱，于是诸侯莫朝。”[參⁠ 4]
76. ↑  “古我先王，亦惟图任旧人共政。”[參⁠ 41]
77. ↑  “予冲人。”[參⁠ 42]
78. ↑  此为“政治斗争说”，此外主要还有以下五种说法：
①“去奢行俭说”
②“河患说”
③“游牧说”
④“游农说”
⑤“加强西北地区统治说”。
79. ↑  “盘庚五迁，将治亳殷，民咨胥怨，作《盘庚》三篇。”[參⁠ 29]
80. ↑  “帝小辛立，殷复衰。百姓思盘庚，乃作《盘庚》三篇。”[參⁠ 4]
81. ↑  一种说法认为《尚书·盘庚》三篇作于盘庚之时。民众反对盘庚迁殷，盘庚训说民众而作[註⁠ 79]。另一种说法认为《尚书·盘庚》三篇作于小辛之时。小辛在位期间，殷政衰，民众思念盘庚而作。[參⁠ 23]:603[註⁠ 80]
82. ↑  “盘庚……十四年，自奄迁于北蒙，曰殷。”[參⁠ 11]
83. ↑  “盘庚……十五年，营殷邑。”[參⁠ 11]
84. ↑  “盘庚既迁，奠厥攸居。乃正厥位，绥爰有众。”[參⁠ 42]
“徒主于民，故先定其里宅所处，次乃正宗庙朝廷之位。”[參⁠ 43]
85. ↑  “盘庚迁于殷，民不适有居。率吁众戚出矢言。”[參⁠ 41]
86. ↑  “天其永我命于兹新邑，绍复先王之大业。”[參⁠ 41]
“肆上帝将复我高祖之德……用永地于新邑。”[參⁠ 42]
87. ↑  “我王来，既爰宅于兹；重我民，无尽刘。”[參⁠ 42]
88. ↑  “百姓思盘庚。”[參⁠ 4]
“殷之遗老对曰：‘欲复盘庚之政。’”[參⁠ 44]
89. ↑  “十九年，命邠侯亚圉。”[參⁠ 11]
90. ↑  另称小辛为盘庚之子。[參⁠ 45]
但通过卜辞研究[合集 2131]可知阳甲、盘庚、小辛、小乙四王是兄弟关系，均为祖丁之子。[參⁠ 46]
91. ↑  “小辛在位二十一年。”[參⁠ 37][參⁠ 47]
92. ↑  “小辛……三年陟。”[參⁠ 17][參⁠ 11]
另有二十一年说。[註⁠ 91]
93. ↑  “小乙……王即位居殷。”[參⁠ 11]
94. ↑  “旧劳于外，爰暨小人。”[參⁠ 36]
95. ↑  “小乙……五年，命世子武丁居于河，学于甘盘。”[參⁠ 11]
96. ↑  “帝小乙在位二十八年。”[參⁠ 37]
97. ↑  另有二十八年说。[註⁠ 96]
以及小乙让位于武丁一说。“王后我母娩”[合集 21068]，为武丁在位时询问其母生娩的卜辞，说明武丁在位时其母尚在且育有子女，同时可能说明其父小乙尚在。[參⁠ 2]:82
98. ↑  “武丁……王即位居殷。”[參⁠ 11]
99. ↑  “武丁为太子时，其父小乙使行役，有所劳苦于外，与小人从事，知小人艰难劳苦也”[參⁠ 48]
100. ↑  成汤灭夏前的时期称作“先商时代”。根据《尚书》的记载，商族共有八次迁徙。成汤以前的迁徙是商族的移动，因为当时还没有都邑的概念，所以不能直接当作“迁都”来理解。
101. 1 2  繁：，简：，拼音：，注音：，音同「博」。
102. ↑  一作“番”。一说“番”字通“亳”，所以“蕃”便是“燕亳”。
103. ↑  一作“砥”。
104. ↑  一作“漳”。
105. 1 2  一作“商邱”。
106. 1 2  繁：，简：，拼音：，注音：，音同「阴」。
107. ↑  《今本竹书纪年》作“殷侯”。
108. ↑  另作郼薄，通假作薄。
109. ↑  另作“隞”、“敖”。
110. 1 2  《古本竹书纪年》载祖乙迁庇，而《史记·殷本纪》说他迁至邢。
111. ↑  通假作耿。
112. ↑  别称“殷”。般庚旬在约前1314年定都于殷，以后近三百年间无再迁都，政权相对稳定，而且至今商朝的考古发现（包括殷墟甲骨文）均出自般庚旬以后的殷城遗址，所以商朝又有别称殷朝（尤其指般庚旬以后的时期）。
113. ↑  一说小辛迁殷。
114. ↑  繁：，简：，拼音：，注音：，音同「招哥」。
115. ↑  商末，周武王伐纣时期，帝辛纣王在此建行都。
116. ↑  “言素王及九主之事。”[參⁠ 4][參⁠ 2]:164。
117. 1 2  西周金文。
118. 1 2  周原卜辞。
119. ↑  其私名不详。
120. ↑  卜辞所见“燕壬”、“工壬”、“其壬”、“南壬”之名，尚不明其与仲壬的关系。
121. ↑  帝乙时期的卜辞单称其为“王”。
122. ↑   註:

## 延伸阅读
- 中国断代史系列 - 中華遠古史：王玉哲著，上海人民出版社
- 中国断代史系列 - 殷商史：胡厚宣，胡振宇著，上海人民出版社
- 中國神話傳說：袁珂著，里仁書局
- 張光直：《中國青銅時代》（香港：中文大學出版社，1982）。
- 張光直著，郭淨等譯：《美術．神話與祭祀》（瀋陽：遼寧教育出版社，1988）。
- 張光直著，毛小雨譯：《商代文明》（北京：北京工藝美術出版社，1999）。
- 趙林：《殷契釋親：論商代的親屬稱謂及親屬組織制度》（上海：上海古籍出版社，2011）。
- 白川靜著，溫天河譯：《甲骨文的世界》（台北：巨流圖書公司，1977）。
- 伊藤道治著，江藍生譯：《中國古代王朝的形成：以出土資料為主的殷周史硏究》（北京：中華書局，2002）。
- Sarah Allan著，汪濤譯：《龜之謎——商代神話，祭祀，藝術和宇宙觀研究》（成都：四川人民出版社，1992）。
- 丁骕：〈商殷王室之婚姻制度（页面存档备份，存于）〉。
- 张光直：〈殷墟5号墓与殷墟考古上的盘庚、小辛、小乙时代问题（页面存档备份，存于）〉。
- 刘学顺：〈贞旬卜辞与殷王朝的年代（页面存档备份，存于）〉。
- 吉德炜：〈论太阳在殷代的宗教意义（页面存档备份，存于）〉。

[在维基数据编辑]
 《史記/卷003》，出自司馬遷《史記》